# Szelim-lyuk
A Szelim-lyuk Magyarország fokozottan védett barlangjai közül az egyik. Jelentős régészeti és őslénytani lelőhely, amelyhez sok középkori történet fűződik. A Duna–Ipoly Nemzeti Park Igazgatóságához tartozó Gerecse hegységben, Tatabánya szélén található. Népszerű kirándulóhely. A hegység fokozottan védett hat barlangja közül az egyik. Elnevezését II. Szelim oszmán szultán után kapta.[forrás?]

## Leírás
A tatabányai Kő-hegy peremén, a Kő-hegy meredek Ny-i oldalának sziklafalában, Tatabánya belterületének közelében, Újváros felett 289 m tengerszint feletti magasságban van főbejárata. A 300 m-re található Turul-emlékműtől néhány éve épült tanösvényen lehet eljutni a barlanghoz. Aránylag könnyen megközelíthető és nagyon sokan látogatják. A terület egyik legismertebb barlangja. 
Négy bejárata és két mennyezeti felszakadása van. Az északi bejárat egy 1 m széles és 2 m magas hasadék. A nyugati bejárat egy nagy, 10 m széles és 7,5 m magas sziklakapu, amely a város beépített része felől nézve már messziről látható. A déli bejárat egy szűk, 70 cm átmérőjű lyuk. A délnyugati bejárat, amely egy keskeny sziklapárkányról nyílik, 6 m széles, 3 m magas és boltíves.
A barlang egy 45 m hosszú, eleinte 25–27 m széles, beljebb 10–12 m széles, néhány helyen 12–14 m magas, Ny–K irányban elnyúló teremből áll, amelybe a bejáratok vezetnek. A csarnok középső részén lévő és hegytetőre nyíló felszakadás 7–8 m átmérőjű. Ennek közelében a mennyezeten egy kisebb felboltozódás is van. Az üreget magába foglaló felső triász dachsteini mészkő gyakran 2 m-es vastagságot is elérő padjai az oldalfalakon jól megfigyelhetők. Két ablakából Tatabánya központja felé lehet látni, de tiszta időben Tatáig, Komáromig, vagy éppen a Bakonyig ellátni. Szabadon látogatható és bejárásához nem kell barlangjáró felszerelés.
A barlang őskori lelőhely, amelynek kitöltéséből több őskori kultúra leletei kerültek elő. A lelőhelyen az ősemberek tűzhelyének maradványait, elszenesedett fatöredékeket és állati csontokat tártak fel. A tatárjárás korából származó emberi csontokat is találtak itt. A legújabb kutatások szerint a barlangból származik a Magyarországon talált legrégebbi, mintegy 200 000 éves olyan lelet, amely az ember jelenlétére utal.
A Szelim-lyukban forgatták az Eragon című film néhány részét. A filmben Galbatorix trónterme volt. A barlangot kutatja és örökbe fogadta a Gerecse Barlangkutató és Természetvédő Egyesület. Szerepel reklámfilmben is. Szintén itt készültek a Vaják (The Witcher) című sorozat egyes jelenetei.

## Név
A barlang jelenlegi nevének eredetét több elmélet magyarázza. Az egyik szerint I. Szelim oszmán szultán szultán nevéből származik, de ő még a mohácsi csata előtt meghalt és soha nem járt Magyarországon. A másik magyarázat szerint a Szulejmán név alakult át Szelimmé. I. Szulejmán oszmán szultán seregei valóban jártak a környéken, például Pusztamaróton. A harmadik, magyar nyelvészeti magyarázat szerint a barlang alakja szemre hasonlít és ebből alakult ki a Szelim név. A szlovák nyelvészek magyarázata szerint a helyi szlovákok szedlim, azaz nyereg szavából alakult ki a helyi nyelvjárás alapján a szelim szó.
1894-ben volt először Szelim-lyuknak nevezve a barlang az irodalmában. Előfordul a barlang az irodalmában Bánhidai nagy barlang (Székely 1994), Bánhidai Szelim-barlang (Juhász 2003), Bánhidai-zsomboly (Juhász 2003), Eperjes-barlang (Bertalan 1976), Szelim-barlang (Kaán 1931), Szelim barlang (T. Dobosi 1997), Szelimbarlang (Thirring 1900), Szelim Cave (Gábori 1977), Szelimlyuk (Thirring 1900), Szelim lyuka (Törzsök 1912), Szelim-lyuka (Németh 1894), Szelim-lyuk Cave (Takácsné, Eszterhás, Juhász, Kraus 1989), Szelyim lyuka (Németh 1894), Szemiluka (Angyalffy 1856), Szemiluka barlangja (Szőllősy 1856), Szemi-luki (Székely 1994), Szemi-lyuk (Bertalan 1976), Szemi lyuk (Gyüszi 2004), Szemi-lyuka (Székely 1994), Szent Vit barlang (Gyüszi 2004) és Szent Vit barlangja (Juhász 1991) neveken is.

## Legendák

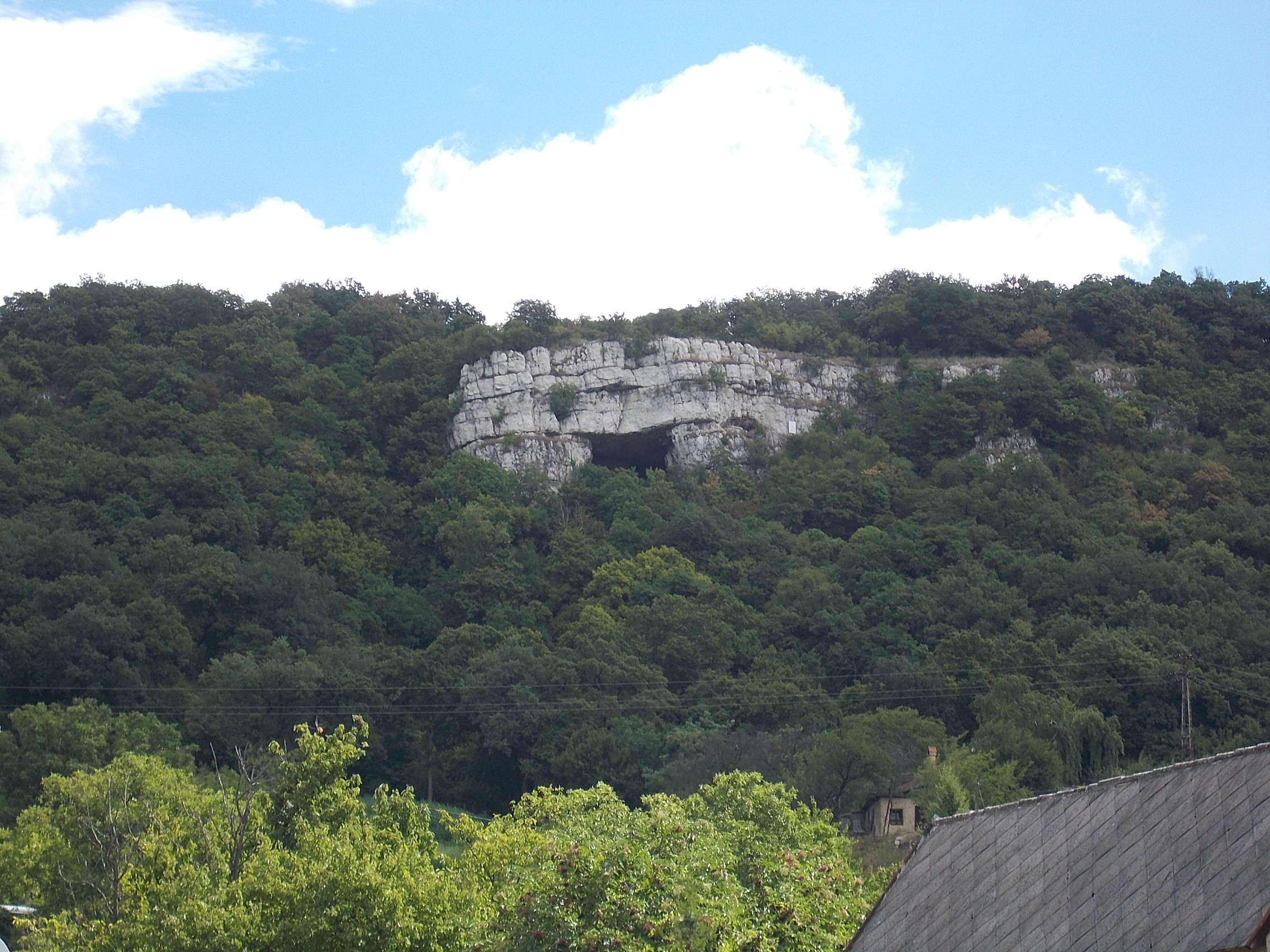
A Szelim-lyuk nyugati bejárata

A barlanghoz több régi történet fűződik. Az egyik történet szerint a tatár támadások idején a barlangban keresett menedéket a környező falvak lakossága. Amikor egy János nevű kisfiú szomjas lett és hangosan sírni kezdett, az édesanyja elvitte a közeli forráshoz. Ott azonban elfogták őket a tatárok, akik arra kényszeríttették az asszonyt, hogy árulja el a többiek rejtekhelyét. Miután rajtaütöttek a fegyvertelen lakosságon, a gyermekekre és az asszonyokra rágyújtották a barlangot, a férfiakat pedig elhurcolták. Bár a történet igazságtartalma kétséges, a barlangtól nem messze található forrást János-forrásnak hívják. A másik legenda szerint hét falu lakossága menekült a török időkben a barlang falai közé, I. Szelim oszmán szultán azonban megtalálta a rejtekhelyet, és rájuk gyújtotta azt.
Egy másik, kevésbé ismert verzió szerint az egyik vértesi, talán a vitányvári várnagy neje és a gyermeke itt menedéket és vizet keresett, de a benne rejtőzködő lakók elutasították. A kétségbeesett nő a hegy alatti Labanc-pataknál lappangó tatárokra akadt és bosszúból elárulta a rejtekhelyet, de a tatárok őt is felkoncolták. Mivel a barlangba a keskeny Farkaslyukon nem juthattak be, a hegy tetején egy nagy lyukat ástak. A meglazult boltozat lezuhant, maga alá temette a menekülőket és két helyen kidöntötte a barlang oldalfalait. Azt is mesélik, hogy itt rejtette el Szelim szultán a kincseit és azokat egy mérges leheletű sárkány őrzi. Tény, hogy a Szelim-lyuk mélyén, a barlang kutatása közben Kessler Hubert nagy mennyiségű széndioxidot talált. Ez lett volna a sárkány mérges lehelete?

## Denevér-megfigyelések
| \| Dátum \| Rhin. hip. \| Ept. ser. \| Indet sp. \| \| -------------------- \| ---------- \| --------- \| --------- \| \| 1986. január 9. \| – \| – \| – \| \| 1986. augusztus 3. \| – \| – \| 1 \| \| 1990. január 27. \| – \| – \| – \| \| 1990. június 12. \| – \| – \| – \| \| 1990. szeptember 22. \| – \| – \| – \| \| 1991. február 2. \| – \| – \| – \| \| 1991. június 9. \| – \| – \| – \| \| 1991. szeptember 6. \| 1 (tetem) \| – \| – \| \| 1991. december 14. \| – \| – \| – \| \| 1994. január 22. \| – \| – \| – \| \| 1994. április 8. \| – \| – \| – \| \| 1994. július 10. \| – \| – \| – \| \| 1994. november 30. \| – \| – \| – \| \| 1997. január 25. \| – \| – \| – \| \| 1997. március 9. \| – \| – \| – \| \| 1997. június 29. \| – \| – \| – \| \| 1997. október 4. \| – \| – \| – \| \| 1998. január 18. \| – \| – \| – \| \| 1998. július 14. \| – \| – \| – \| \| 1998. szeptember 16. \| – \| – \| – \| \| 1998. december 5. \| – \| – \| – \| \| 2001. február 3. \| – \| – \| – \| \| 2001. április 21. \| – \| – \| – \| \| 2001. június 16. \| – \| – \| – \| \| 2001. augusztus 25. \| – \| – \| – \| \| 2001. október 28. \| – \| – \| – \| \| 2001. december 28. \| – \| – \| – \| \| 2002. február 9. \| – \| – \| – \| \| 2002. április 6. \| – \| – \| – \| \| 2002. június 29. \| – \| – \| – \| \| 2002. augusztus 3. \| – \| – \| – \| \| 2002. október 27. \| – \| – \| – \| \| 2002. december 29. \| – \| – \| – \| \| 2006. január 22. \| – \| – \| – \| \| 2006. április 14. \| – \| 1 (tetem) \| – \| \| 2006. július 30. \| – \| – \| – \| \| 2006. szeptember 24. \| – \| ? \| – \| \| 2006. november 25. \| – \| – \| – \| \| 2006. december 23. \| – \| – \| – \| \| 2009. március 28. \| – \| – \| – \| \| 2009. június 27. \| – \| – \| – \| \| 2009. szeptember 26. \| – \| – \| – \| \| 2009. december 23. \| – \| – \| – \| \| 2010. február 21. \| – \| – \| – \| \| 2010. április 25. \| – \| – \| – \| \| 2010. július 4. \| – \| – \| – \| \| 2010. december 19. \| – \| – \| – \| \| 2011. június 11. \| – \| – \| – \| \| 2011. december 30. \| – \| – \| – \| \| 2013. július 5. \| – \| – \| – \| \| 2013. december 23. \| – \| – \| – \| |            |           |           |
| Dátum | Rhin. hip. | Ept. ser. | Indet sp. |
| 1986. január 9. | –          | –         | –         |
| 1986. augusztus 3. | –          | –         | 1         |
| 1990. január 27. | –          | –         | –         |
| 1990. június 12. | –          | –         | –         |
| 1990. szeptember 22. | –          | –         | –         |
| 1991. február 2. | –          | –         | –         |
| 1991. június 9. | –          | –         | –         |
| 1991. szeptember 6. | 1 (tetem)  | –         | –         |
| 1991. december 14. | –          | –         | –         |
| 1994. január 22. | –          | –         | –         |
| 1994. április 8. | –          | –         | –         |
| 1994. július 10. | –          | –         | –         |
| 1994. november 30. | –          | –         | –         |
| 1997. január 25. | –          | –         | –         |
| 1997. március 9. | –          | –         | –         |
| 1997. június 29. | –          | –         | –         |
| 1997. október 4. | –          | –         | –         |
| 1998. január 18. | –          | –         | –         |
| 1998. július 14. | –          | –         | –         |
| 1998. szeptember 16. | –          | –         | –         |
| 1998. december 5. | –          | –         | –         |
| 2001. február 3. | –          | –         | –         |
| 2001. április 21. | –          | –         | –         |
| 2001. június 16. | –          | –         | –         |
| 2001. augusztus 25. | –          | –         | –         |
| 2001. október 28. | –          | –         | –         |
| 2001. december 28. | –          | –         | –         |
| 2002. február 9. | –          | –         | –         |
| 2002. április 6. | –          | –         | –         |
| 2002. június 29. | –          | –         | –         |
| 2002. augusztus 3. | –          | –         | –         |
| 2002. október 27. | –          | –         | –         |
| 2002. december 29. | –          | –         | –         |
| 2006. január 22. | –          | –         | –         |
| 2006. április 14. | –          | 1 (tetem) | –         |
| 2006. július 30. | –          | –         | –         |
| 2006. szeptember 24. | –          | ?         | –         |
| 2006. november 25. | –          | –         | –         |
| 2006. december 23. | –          | –         | –         |
| 2009. március 28. | –          | –         | –         |
| 2009. június 27. | –          | –         | –         |
| 2009. szeptember 26. | –          | –         | –         |
| 2009. december 23. | –          | –         | –         |
| 2010. február 21. | –          | –         | –         |
| 2010. április 25. | –          | –         | –         |
| 2010. július 4. | –          | –         | –         |
| 2010. december 19. | –          | –         | –         |
| 2011. június 11. | –          | –         | –         |
| 2011. december 30. | –          | –         | –         |
| 2013. július 5. | –          | –         | –         |
| 2013. december 23. | –          | –         | –         |

## Kutatástörténet

### 1894-ig

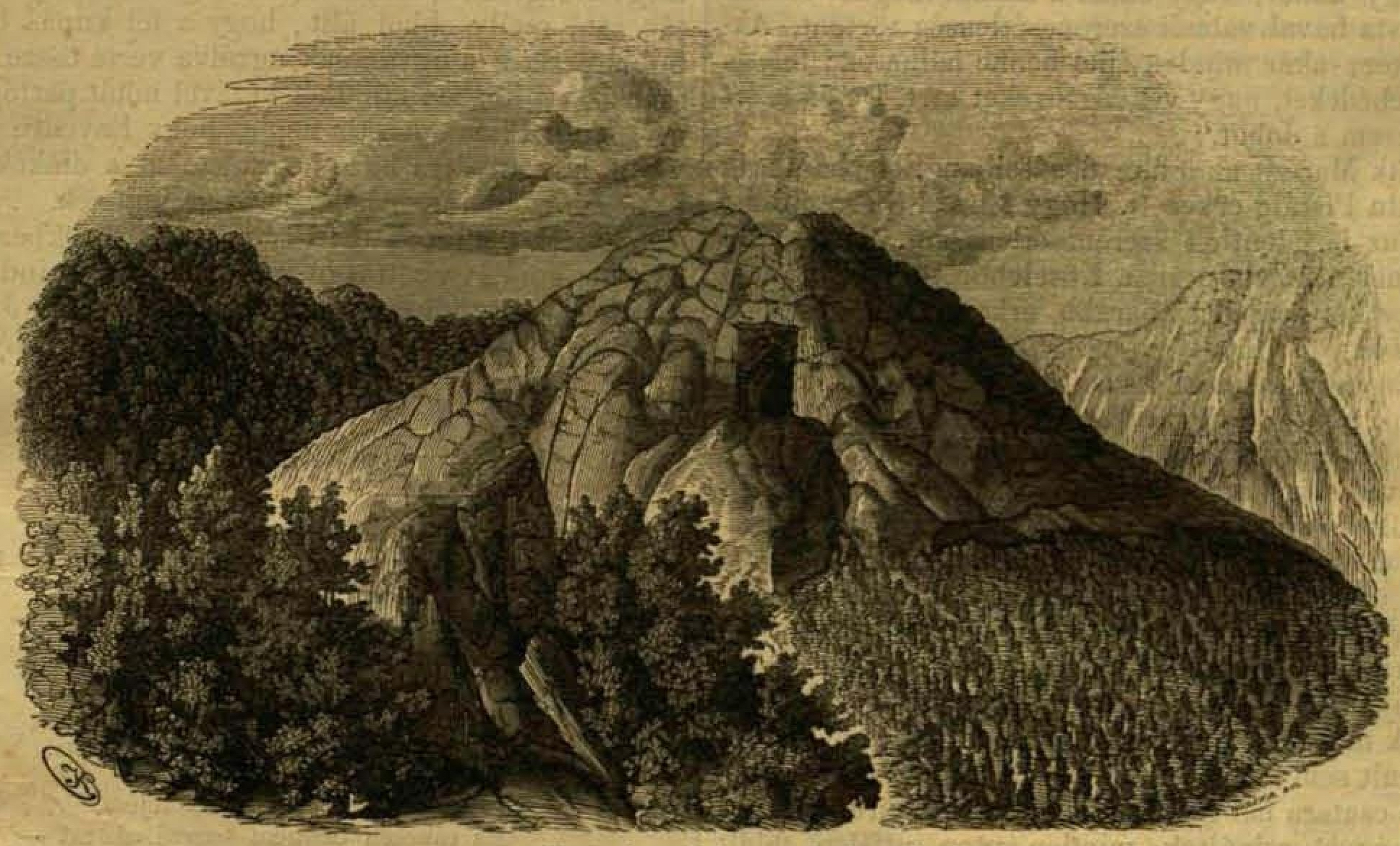
A Szelim-lyuk bejárata 1856-ban

A Bél Mátyás által írt és valószínűleg 1723 és 1742 között készült kéziratban az olvasható, hogy a Vittlyuk-hegye a Szent Vit barlangjáról nevezetes hegy. A hegy a korábban ismertetett hegyeknél alacsonyabb és aljában Bánhida falu ékesíti, ugyanis e faluhoz nagyon közel fekszik. Az a hír járja, hogy hajdan, amikor a barbár tatárok és a törökök a magyar népet fogságba hajtották volna és az a barlangba menekült, egy asszony vallomása folytán, aki szopós gyermekének sírása miatt kijött, majd fogságba esett, a barbárok felkutatták őket, mivel a barlangba másképp nem tudtak behatolni, felülről mindenkit, aki bent bújt, füstbe fojtottak. Láttuk két halomban összegyűjtve a legyilkoltak csontjait olyan nagy sokaságban, hogy ilyen csonttömeg rájuk sütötte a vádat, és még hallgassunk arról, amit a régiek vétkesen elpusztítottak.
A Vasárnapi Ujság 1856. évi 4. számában publikálva lett egy Szőllősy Benő rajz, amelyen a Vértes-hegyek között lévő Szemiluka barlangja bejárata látható. A Vasárnapi Ujság 1856. évi 20. számában Angyalffy András egy közleményt jelentetett meg Szőllősy Benő rajza miatt. Szerinte Szőllősy Benő rajzán a Szelim-lyukat magában foglaló hegy, valószínűleg a felvételi pont közelsége miatt, különálló hegynek látszik. Az eperjesi barlang, tájnyelven Szemiluka valójában Komárom megyében, a vértes hegyeknek Felsőgalla és Alsógalla faluk felől vonuló és Almás, valamint Neszmély körül a Dunánál végződő egyik ágának nyugat felé egy kicsit kinyúló oldalában, Bánhida határában van.

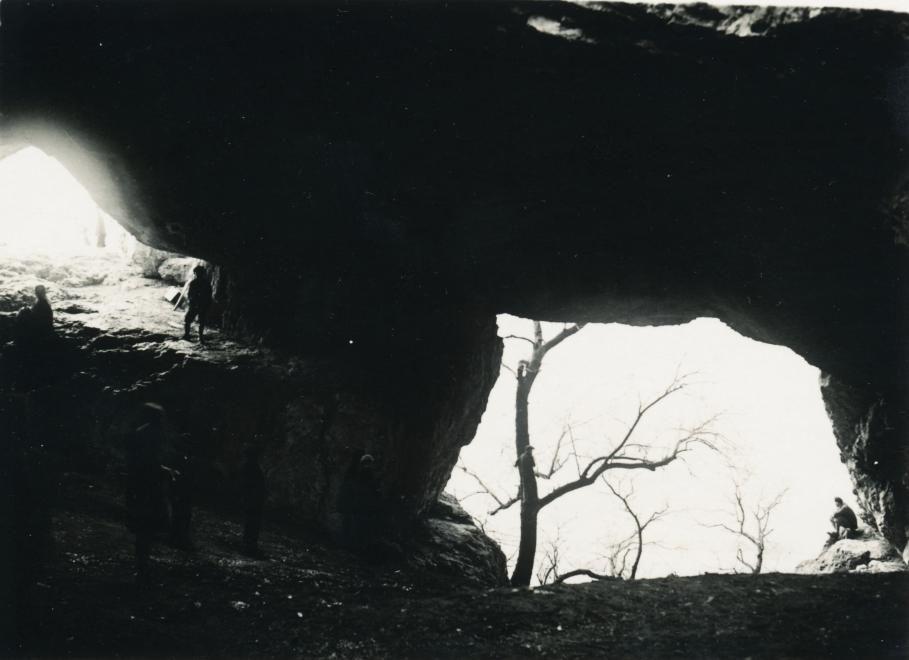
A barlang 1918-ban

A barlang egy nagyon sok csontmaradványt tartalmazó, tág, világos, magas, viszonylag kerek előüregből, valamint egy szűkebb bejáratú, messzire elnyúló részből áll, melyben víz és kalló föld van, és amelyről azt gondolják, hogy a hegy túlsó oldalán eléri a felszínt, de a víz miatt nem lehet odáig menni. Az előüreg közepén egy nagy domb található és az előüregen hat külön nyílás van. A főnyílás a sziklafal oldalában, mint a képen is látható, nyitott kapuhoz hasonlít. Egy másik, szintén nagy és kerek nyílás van az előüreg tetején. A harmadik a farkaslyuk nevű, amely kívülről nézve a kaputól balra helyezkedik el és olyan szűk, hogy egyszerre csak egy ember tud oldalazva keresztülbújni rajta.
A negyedik a kaputól jobbra lévő, szűk, felfelé menő kémény, amely tényleg kéményként is viselkedik, amely alatt egy sziklapadot tűzhelyként szoktak használni. Emellett van egy ablak nevű kisebb nyílás a sziklafal oldalában, és van az alacsony, föld alá vezető nyílás. Az előüreg falain sok látogatónév olvasható. Az üregben 40 évvel azelőtt is, amióta Angyalffy András a barlangot nem látta, nagyon sok embercsont hevert. A környéken élő emberek között elterjedt a barlangról egy szomorú történet, amely a tatárok ittjártához és pusztításához kapcsolódik. A barlangnak régen csak a farkaslyuk és kémény nyílásai voltak meg. A kapu, a felső kerek nyílás és az ablak nem léteztek. Tatárjáráskor a környékről sok ember menekült ide és bújt be egyenként a farkaslyukon. Egyik várból, talán a közeli Vitányvárból a várnagy felesége és gyermeke is oda menekült. Itt nem akart senki vizet adni a gyermeknek, hanem elkergették a nőt a hegy alatti völgyben folyó labanc patakhoz. Az anya lement a patakhoz vízért és ott elfogták a tatárok. A tatárok kegyelmet ígértek neki, ha megmutatja, hol van a többi bujdosó.

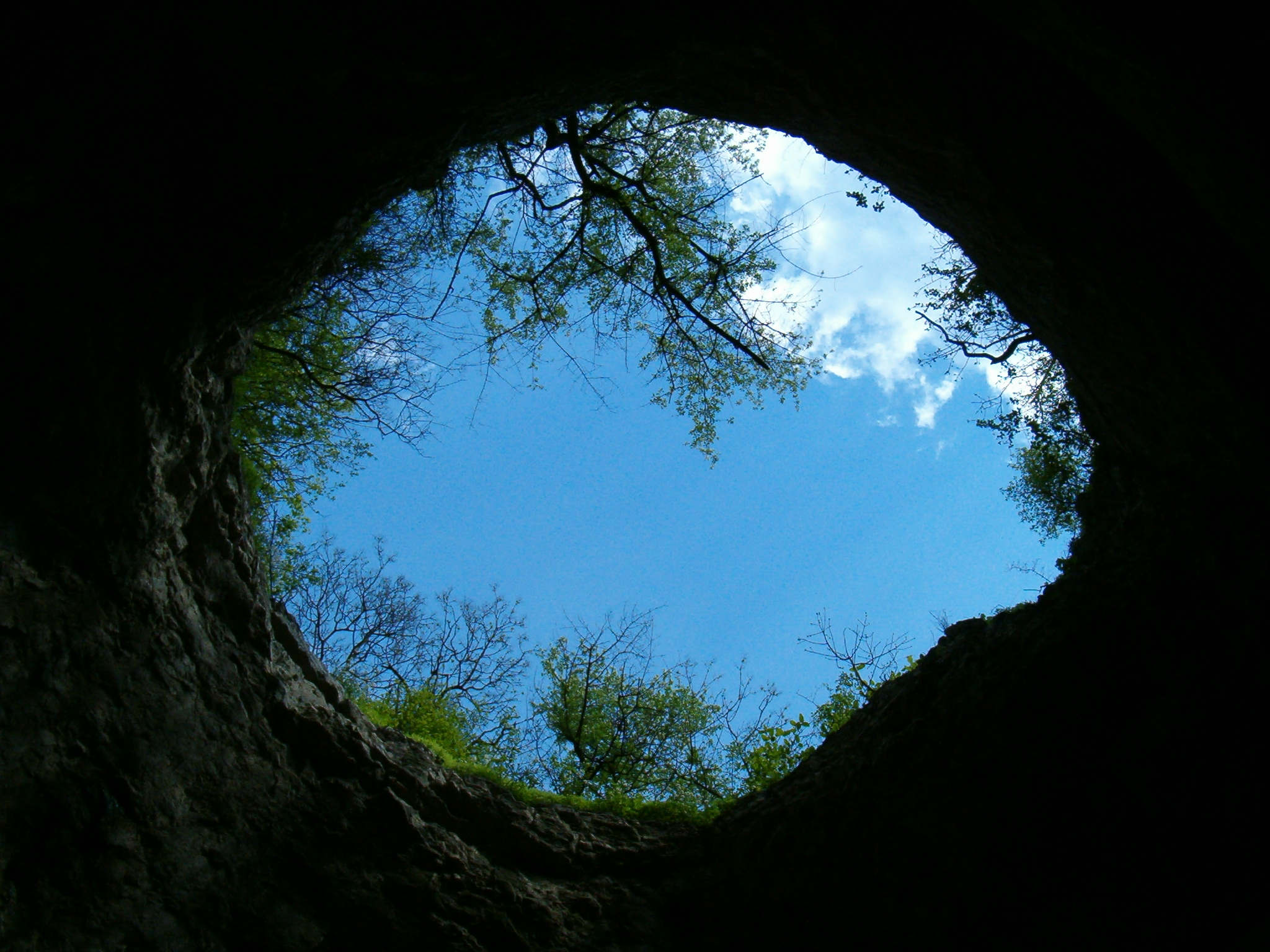
A Szelim-lyuk kürtője belülről

Bosszúból és azért mert élni akart, elárulta a rejtekhelyet. A tatárok megölték gyermekével együtt. A tatárok megtámadták a barlangot, de mivel nem tudtak bemenni egyenként oldalazva a keskeny farkaslyukon, ezért felmentek a hegytetőre és ott elkezdtek nagy körben lefelé ásni. A barlang mennyezete beomlott és a nagy rázkódás miatt kidőlt a barlang oldala. Így alakult ki a kapu nyílása és az ablak nyílása. A beomlott boltozat betemette az alatta lévő embereket. Ekkor keletkezett az előüreg közepén lévő nagy domb, mely alatt, ha igaz a történet, a régészek kincseket találhatnak.
Az 1894-ben napvilágot látott és Gyulai Rudolf által írt könyvben az olvasható, hogy valószínűleg 1553 előtt ölték meg a törökök a barlangba menekülteket, amelyről Jankovics János a legidősebb emberek emlékei alapján azt írta az 1700-as évek végén, hogy az 50 éve halott Oroszlánszkiné egész életében batyuban hordta le a bánhidai temető csonttartójába a Szelim-lyukban füsttel megfojtott keresztények csontjait.

### 1900–1937
Törzsök (Klotz Ignácz) 1912-ben kiadott könyve szerint nem messze a Turul-szobortól van egy hatalmas és gyönyörű barlang. Olyan, mint egy nagy, boltozatos táncterem, felül egy nagy és gömbölyű nyílással. Ez a barlang az úgynevezett Szelim lyuka. A barlang történetét megírta az idős emberek elbeszélése szerint Jankovits János, Vértesszőlős mester-jegyzője 1800-ban. A könyv szerint Jankovits János azt írta feljegyzéseiben, hogy „Pro gratiosissimis Posteris”. Továbbá, hogy a bánhidai szőlők felett való lyuk és üres kősziklából. A török háborúban 7. falubeli népség oda rejtőzött és amikor a szőlők felől most is látható, nagy lyukat berakták az ellenség sehogy nem árthatott nekik, mert a terméskőben hagytak egy hézagot és azon jártak ki és be.

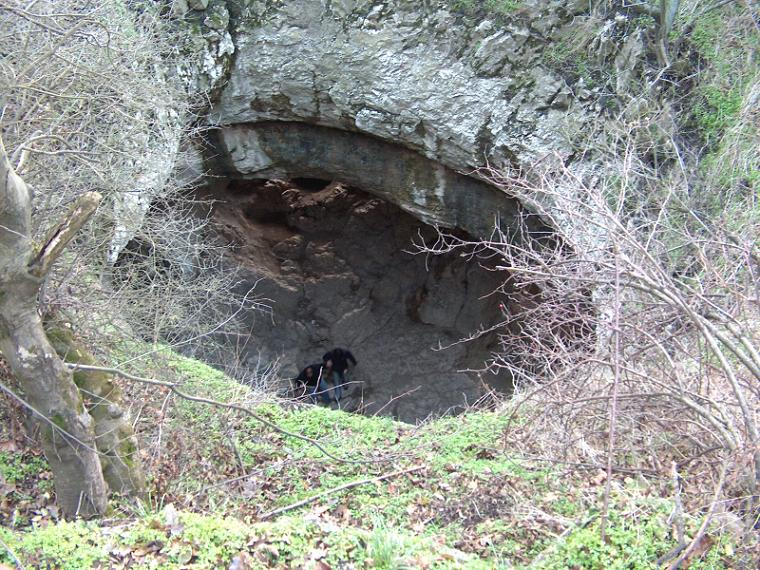
A Szelim-lyuk felső nyílása

Azonban az történt, hogy azon nép közt egy asszonynak volt egy síró gyereke. Az asszony kiment és amire a folyóhoz érkezett, akkor a Tüskésbe táborozó török hamar elfogta és kivallatta. A törökök megtudták, hogy hol rejtőzködnek, a mostani Vaskaput áttörték és azon Kő nagy rejtekhelynek a tetejét, mint egy szérű, amint most látszik feltörték. Szalmával megtömték és így fojtották meg a benne bújókat. Ezért most is sok az embercsont benne, de 50 évek előtt néhány kocsinyi embercsont addig hevert ott, amíg egy bánhidi özvegy, Oroszlánszkiné a jó keresztény cselekedetek színe alatt egész életében, batyuban a bánhidi csonttartóba hordta azokat. Ezek a 80 és 90 esztendős öregeknek a hiteles tanúbizonyságaiból lettek feljegyezve.
Az 1931-ben napvilágot látott, Természetvédelem és a természeti emlékek című könyvben az olvasható, hogy a Vértes hegység említésre méltó egyik barlangja a Szelim-barlang. A barlang a Vértes hegységben, a bánhidai turulmadár közelében található. A tág üreghez monda kapcsolódik. Eddig még nem lett részletesen átkutatva a barlang. Az 1932-ben kiadott, Az Aggteleki cseppkőbarlang és környéke című könyvben, a Vértes hegység és a Gerecse hegység barlangjairól szóló részben szó van arról, hogy a bánhidai turulmadár közelében helyezkedik el a Szelim-barlang. A barlang kb. 35 m hosszú és 13 m magas. Van két bejárata és a mennyezetén látható egy 5 m átmérőjű kerek nyílás, amely a boltozat beszakadása miatt jött létre. Az ismertetés két publikáció alapján lett írva. Az 1932-ben napvilágot látott, Természetvédelem és a természeti emlékek című könyvben meg van ismételve a könyv 1931. évi kiadásának Szelim-lyukat tárgyaló része.

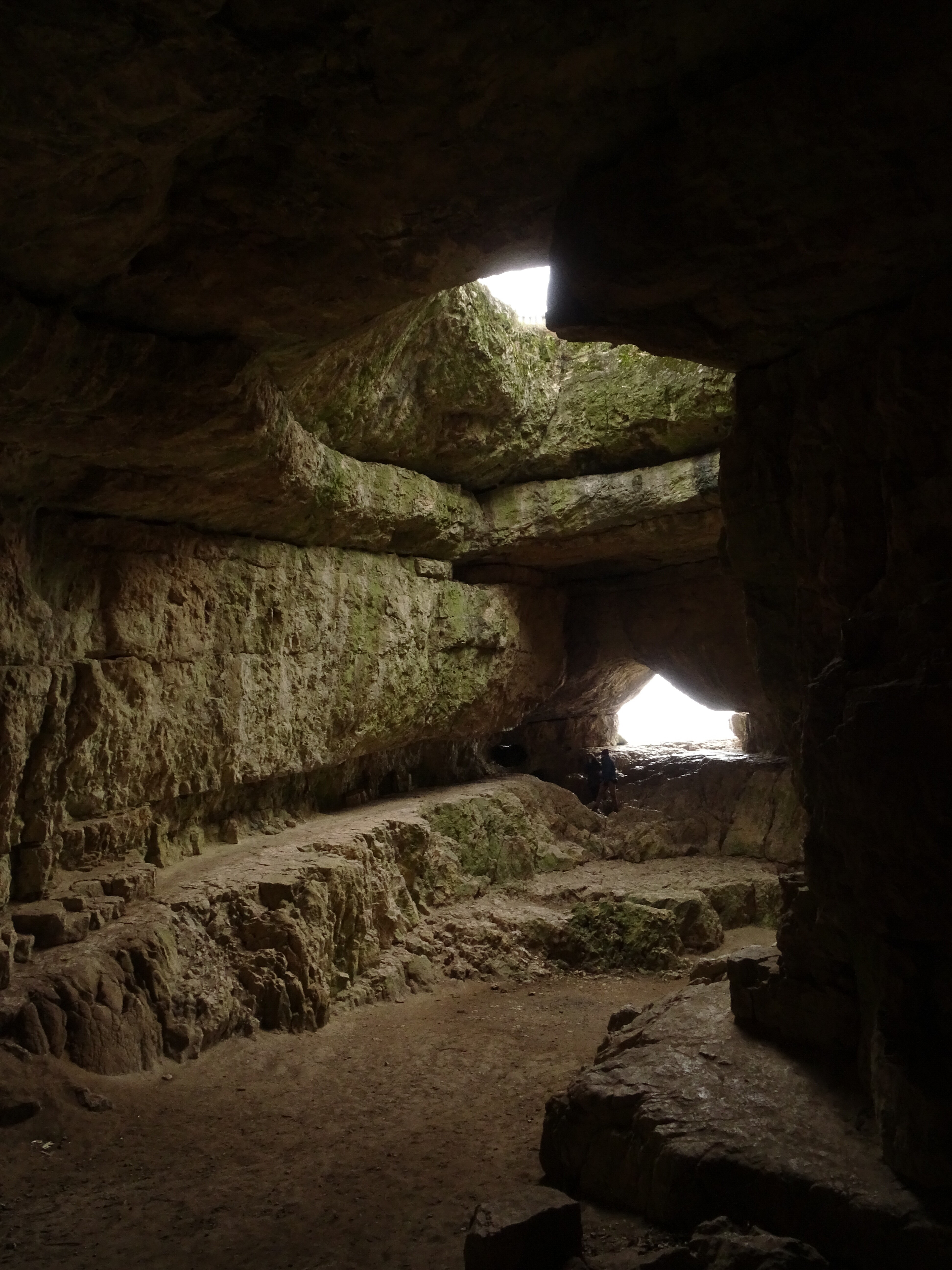
A Szelim-lyuk belseje (2021)

Az 1933. évi Földrajzi Közleményekben meg van említve, hogy a Kő-hegy dachsteini mészkőből álló rögének karsztjelensége a híres Szelim-lyuk. A Képes Pesti Hírlap 1933. június 15-i számában van egy fekete-fehér fénykép, amelyen megfigyelhető a Bánhida mellett lévő Szelimlyuk-barlang. A képaláírás szerint a barlangból a Kessler Hubert által végzett ásatásokkal kőkorszaki csontvázak, edénytöredékek és kőfegyverek kerültek elő. A Turisták Lapja 1933. évi évfolyamában meg van említve, hogy a magyarországi barlangok közül pl. a Szelim-lyuk, ahol az új ásatások alapján értékes őskori leletekre lehet következtetni, érdemli meg a további feltárást és széleskörű propagandát.
Az 1934. június 28-i Magyar Hírlap szerint Bánhidáról azt jelentik, hogy minden várakozást felülmúlt a Szelim-barlangban folyó tudományos vizsgálat eddigi eredménye. Főleg a sok ősállatmaradvány feltűnő, mert képviselve van a diluvium majdnem minden állatfaja a leletek között. Az orrszarvú és mammut csontjain kívül nagyon gyakoriak a barlangi hiéna és a barlangi medve jellegzetes maradványai. Ezekkel együtt előkerültek rénszarvas és jávorszarvas csontok, valamint két őslófaj, farkas, hiúz, róka, barna medve, menyétfélék és rágcsálók csonttöredékei. Hollendonner Ferenc megállapította épségben maradt faágak és faszénmaradványok alapján, hogy kb. 35 000 évvel ezelőtt a jelenleginél nem volt hidegebb az éghajlat, mert a környéket lombos erdők borították és legalább 10 000 évig tartott ez az állapot. Az ősember nyomainak kétségtelen bizonyítéka a feltört sok állatcsont mellett a sok tűzhely, illetve pattintással nagyon szépen megmunkált néhány kőeszköz: pl. nyílhegy, dárdahegy, vakaró. Jól látható ezért, hogy nemcsak a hideg, hanem egyéb okok is barlangi tanyázásra kényszerítették emberőseinket. A barlangot kitöltő, részben széllel, részben vízzel bekerült hatalmas földtömegből napjainkig kb. 700 m³-t távolítottak el, ami jelentősen megváltoztatta a barlang eddigi képét.

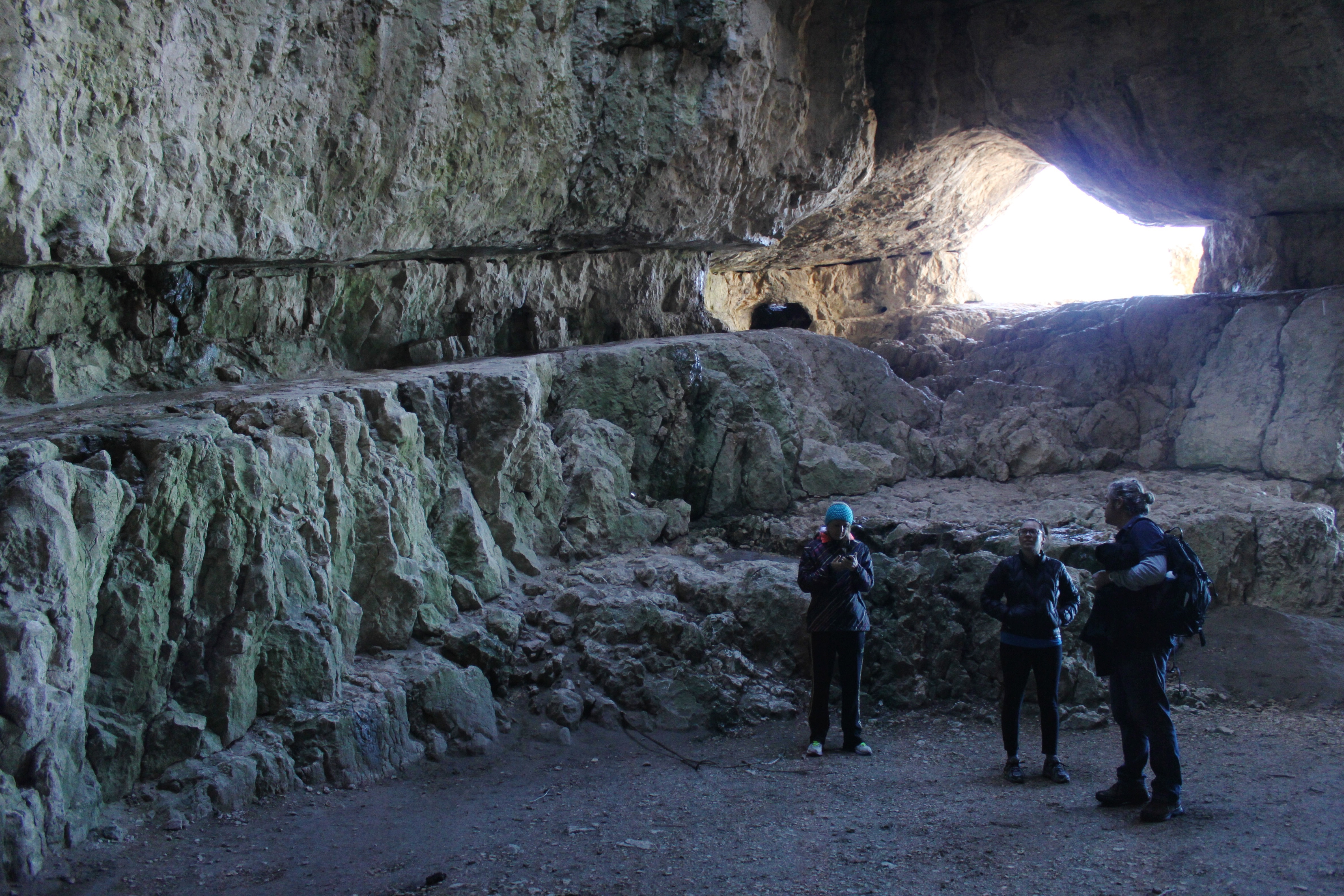
A barlang belsejének részlete 2015-ben

Az 1934. október 14-i Nemzeti Újságban meg van említve, hogy nemrég beszámoltak az újságok azokról az ásatásokról, amelyek az Eszterházy Ferenc gróf birtokán fekvő Szelim-lyukban történnek. A rövid cikkek szerint az ottani leletekből azt állapították meg egyes tudósok, hogy egyáltalán nem függött össze a Magyarországon uralkodó hideg éghajlattal az őskori ember barlangban tanyázása. A Magyar Barlangkutató Társulat 1934. november 27-én tartott választmányi ülésén Gaál István javasolta, hogy a választmány válassza a társulat levelező tagjává Láng József bánhidai főjegyzőt, aki a Szelim-lyuk kiásatását anyagi eszközök előteremtésével lehetővé tette. Kérte, hogy a Szelim-barlang melletti kis üregnek Esterházy-kőfülke legyen a neve. A választmány mindkét javaslathoz hozzájárult. Az 1935-ben megjelent, Tompa Ferenc által írt kiadványban közölve lett, hogy az őskőkori kultúrák közül, kétségtelenül főleg a solutréi kultúra nyomai lettek kimutatva a Dunántúlról (pl. legújabban a Bánhida mellett lévő Szelim-lyukból).

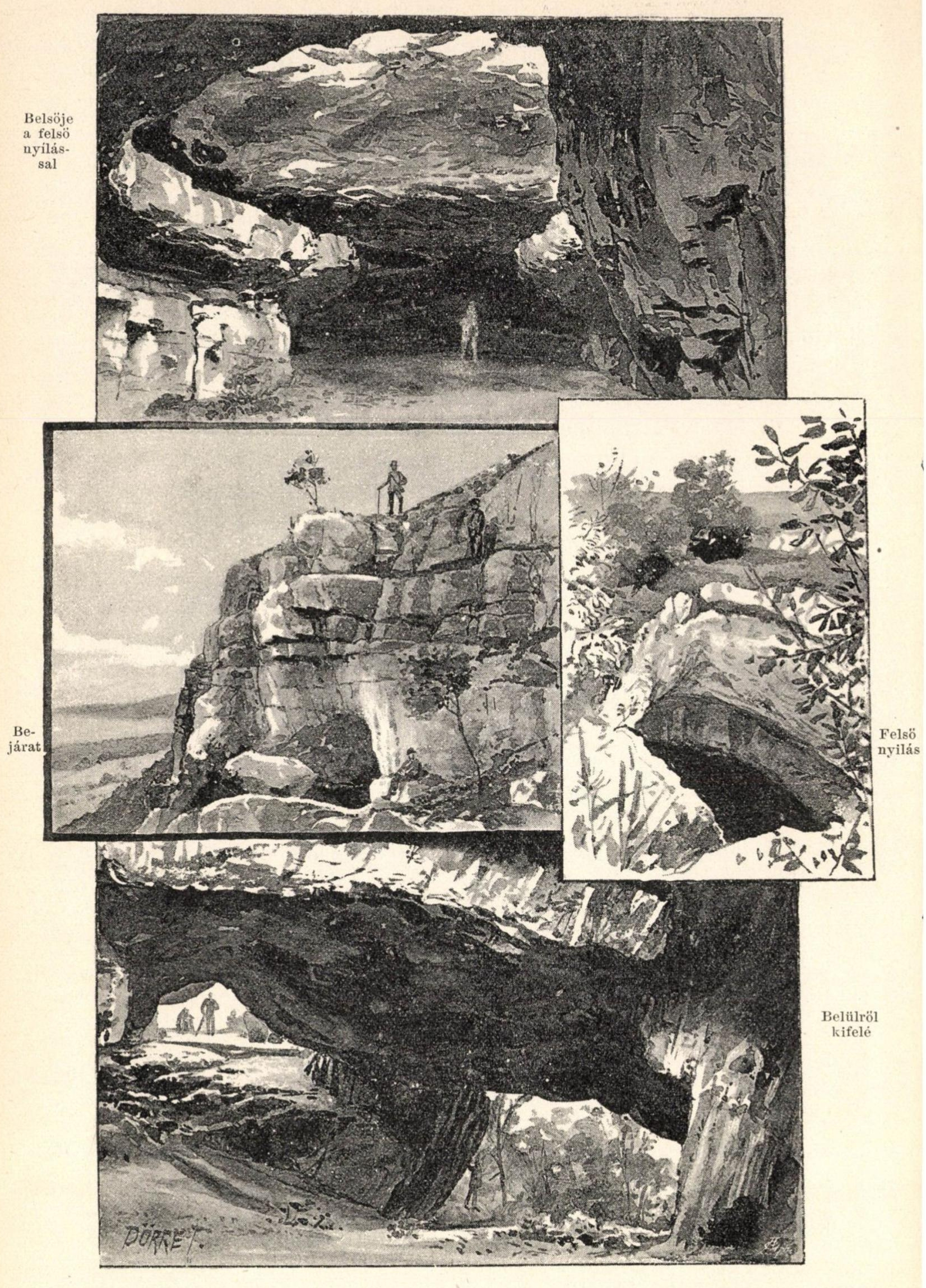
Dörre Tivadar Szelim-lyukat bemutató rajzai, 1894

Az 1935. évi Természettudományi Közlöny szeptemberi füzetében szó van arról, hogy Gaál István megfigyelte a bánhidai Szelim-barlang környékén, leginkább a barlang közvetlen közelében 1934. május 11-től 1934. október végéig (az augusztus 2-ától szeptember 19-ig terjedő időszak kivételével) a Magyarországon előforduló három leggyakoribb gyíkfajt. Főleg a Szelim-lyuk kisebbik bejárata közelében, a sziklaoldalba vágott út felett lévő kis sziklahasadékban tanyázó zöldgyík pár érdekelte. A barlangba vezető utat naponta keresztezte ez a pár úgy, hogy délelőtt az út alatti meredek helyre látta szaladni őket (általában elöl volt a nőstény és utána a hím), majd lent eltűntek a bokrok között, délután pedig az út feletti tanyahelyük közelében voltak. Amikor 1934. szeptember 20-án (a nyári megszakítás után) Bánhidára visszament Gaál István folytatni a barlangkutatást, akkor már téli pihenőre vonult a zöldgyík pár. A barlangbejárat közvetlen közelében, de az előbb említett zöldgyíkok tanyájától kissé messzebb, majdnem minden nap látott kis termetű fali gyík 1934. október 25-én, fagyos éjjel után, a bágyadt őszi napsütésben már reggel 9 órakor kint sütkérezett.
Az 1935-ben publikált, Kokas János által írt kiadvány szerint a turul emlékműtől kb. 500 m-re tátong a Gerecse hegység legérdekesebb barlangjának, a Szelim-lyuknak bejárata. A barlangnak II. Szelim szultán (1566–1571) nevét adták, mert az ő portyázó csapatai állítólag máglya füstjével megfullasztották azokat (7 falu lakosait), akik ide, a Bánhidán lévő Kő-hegy nagy barlangjába menekültek. A bánhidai vasútállomástól gondosan kiépített és kellemes sétaút vezet fel a sziklabércekhez, melyekhez most építenek autóutat. A kies helyen lévő szőlők között bandukolva Kokas Jánosék kísérője, egy helyi, tisztességes vincellér sok különféle történetet mesélt az innen állítólag Komáromig, Esztergomig, sőt a budai várig vezető föld alatti járatokkal kapcsolatban. Feltúrták a barlangot kincskeresők, majd azt mondták, hogy nem találtak benne aranyat és ezüstöt, de sok csont és cserép került elő a Szelim-lyukból.
Ennek a hírnek az alapján Kessler Hubert saját költségén próbaásatást végzett a Szelim-barlangban. Az ásás anyagát kiváló szaktudósok vizsgálták át és mivel abból azonosították a neolitikum cserepeit, illetve a történelem előtti világ ősemlőseinek csontjait, ezért a Magyar Nemzeti Múzeum a barlang tulajdonosának, Esterházy Ferencnek engedélyével szakszerűen elkezdte kutatni az üreget. Ez a kutatás tavaly négy hónapig tartott, idén pedig folytatódik. A barlang bejáratában állva annak szépsége és hatalmas méretei elképesztik a látogatót, belépve pedig csodálkozva látható, hogy napfény tölti be a teljes barlangot, mivel kerek nyílás (zsomboly) van az előterem kupoláján. Ez a nyílás a barlang kialakulásának idejétől pár tízezer évvel később jött létre a víz oldó-bontó ereje miatt.

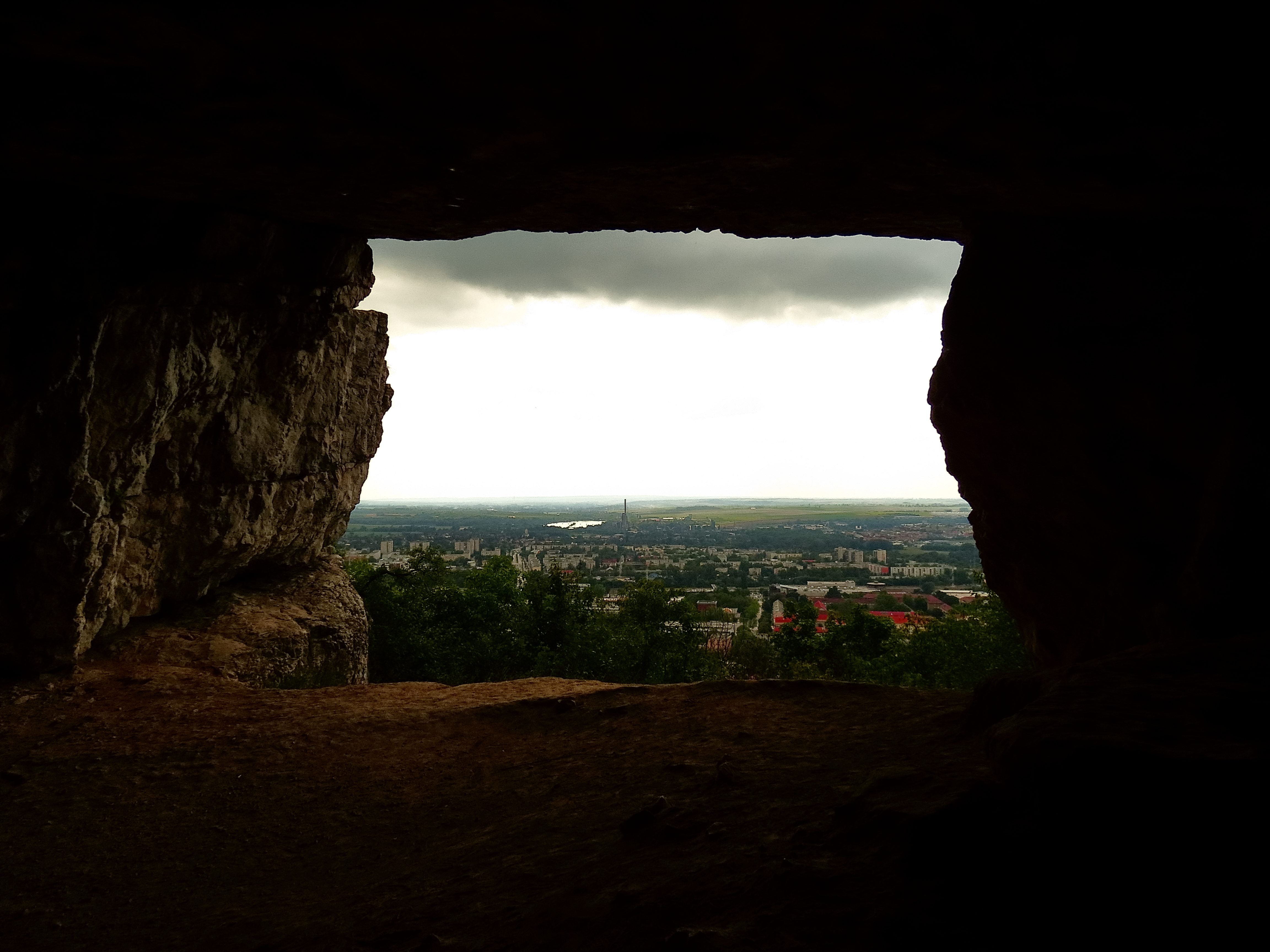
A Szelim-lyuk főbejárata (2020)

A kutatómunka kezdete óta kiklopsz fal épült a barlang másik nagy bejárata elé. Ez a fal fogja fel a kiásott 2000 m³ törmelékföldet. Korábban meredeken emelkedett befelé a barlang talaja, de jelenleg előrésze fel van töltve, a belső rész pedig annyira kimélyült, hogy most egy mesebeli óriás fürdőkádjához hasonló. A 20 m hosszú, 14 m mély és 7 m széles barlang fenekén található kürtőbejárat sötét, ismeretlen mélységekbe halad. Ny-re és K-re is van olyan járat, amely nem lett kutatva. Víz által szállított agyag és szél által hordott lösz töltötte meg öt réteget kialakítva a barlang triász mészkőmedencéjét. A barlang rétegei egymástól különböző földalakító korszakok képződményei. Minden rétegében megtalálhatók a tíz-százezer éves korszak állat- és növénymaradványai, illetve annak biztos bizonyítékai (tűzhelyek, csont- és kőszerszámok), hogy ősember lakott a barlangban.
A legfelső réteg felől kezdődött meg az ásatás. Más barlangok jelenkori kitöltésében embercsontok ritkán fordulnak elő, míg a Szelim-lyuk legfelső, földtani értelemben jelenkori rétegében 12 személyre utaló embercsontleletet találtak. Mivel a temetkezést semmi nem bizonyítja, ezért elképzelhető, hogy pár ezer évvel ezelőtti bűntény vagy szerencsétlenség áldozatai. A hagyomány úgy tartja, hogy a török időkben a barlangban magyar menekültek lettek elégetve. Az ásatáson azonban nem kerültek elő a menekültek csontjai. Ez valószínűleg azért van, mert az 1800-as években egy jámbor úrasszony (özv. Orszkánszkyné) ezeket a csontokat az elhunytak kegyeletének érdekében a bánhidai csonttartóba vitette. Az ásatáson sok csont- és kőszerszám, cserépedény, elhagyott tűzhely került elő, amelyek a 8–10.000 éve (csiszolt kőkor) itt tanyázott ősemberé voltak. A kutatók megtalálták a kincskeresők ásásainak nyomait is, de itt valószínűleg nem volt kincs elrejtve.

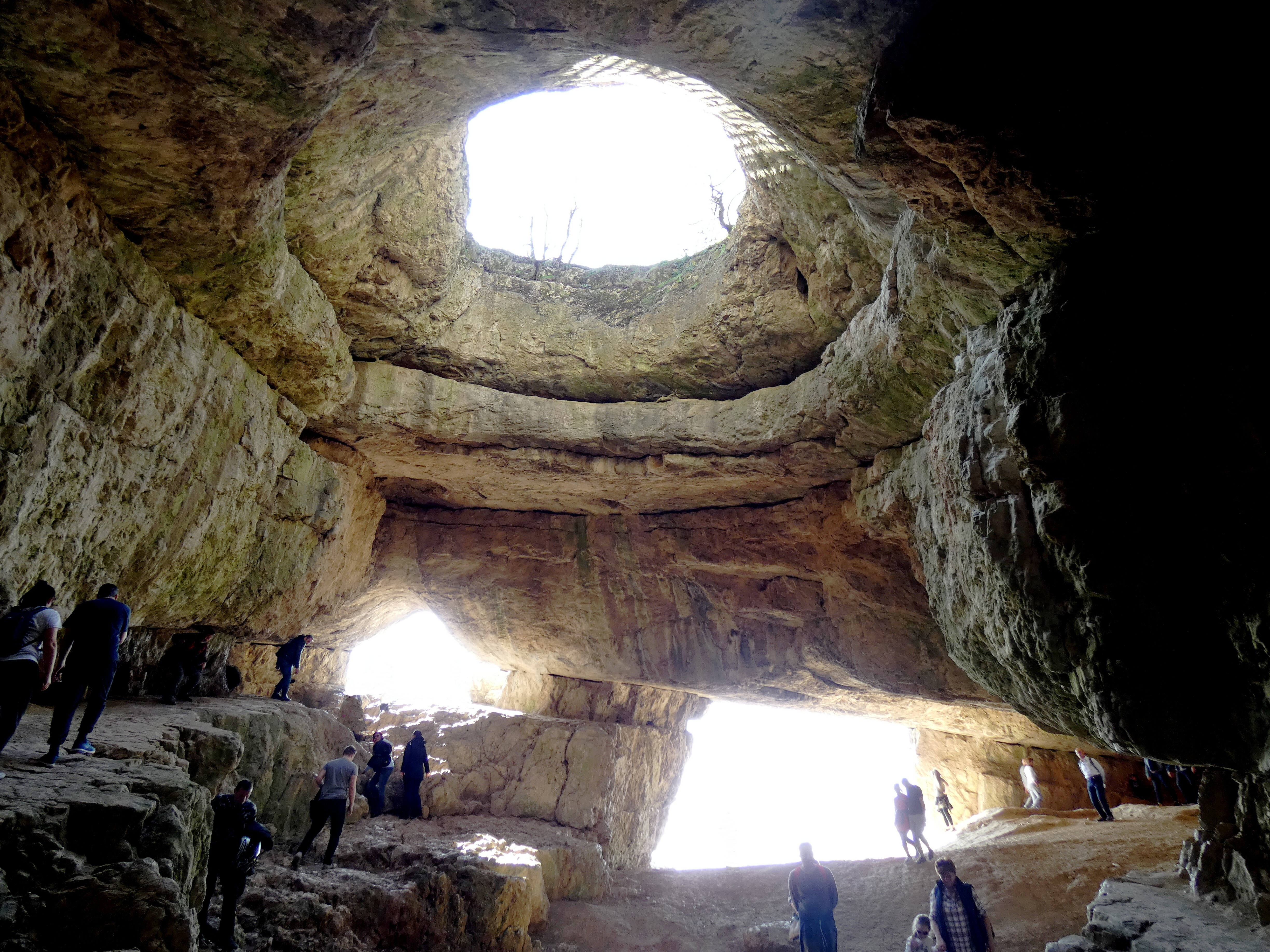
A Szelim-lyuk belseje (2019)

A jelenkori fekete humuszos (termő-) réteg alatt húzódik az átlag 1,5 m vastag sárga lösz, mely tele van a főtéről lehullott kisebb-nagyobb, sokszor mázsás mészkőtömbökkel. Ez a réteg akkor jött létre, amikor a dunántúli dombvidéken lévő lösz felső rétegei. Ebben a rétegben nagyon keresték az ember első kultúrnyomait, a kor állati és növényi ősmaradványait. Sok kis rágcsálófaj mellett a ló, őskaribu, gyapjas orrszarvú, zerge és barlangi medve csontjai lettek kiásva, amelyek mellett apró tűzkőpengék és csontból faragott szerszámok voltak. Ezek a magdaléni kőipar termékei. Ezért arra lehet következtetni, hogy a legfelső réteg a jégkorszakban alakult ki, melynek hatalmas ragadozói ebben a barlangban kerestek menedéket a hideg elől. A réteg mélyebb részein egy pompásan kidolgozott lándzsahegy mellett faszéndarabok, hiéna és jávorszarvas csontjai voltak. A Hollendonner Ferenc által végzett vizsgálatok szerint lombosfákra utalnak a faszéndarabok. A hideg éghajlatot tehát kellemes, enyhe klíma előzte meg. Fontos tanulság, hogy Magyarországon a sárga lösz nemcsak hideg, hanem enyhe éghajlat mellett is kialakult.
A Szelim-barlang harmadik rétege a barlang egyik oldalán alig arasznyi, másik oldalán pedig 4 m vastag. Ez a réteg szintén lösz, mely szerves törmelék miatt barna színű. Állatvilágának legjellemzőbb emlőse a barlangi hiéna, de gyakori a barlangi medve, ősmammut, orrszarvú, ló, wapiti, szarvas és farkas is. A ritkán előkerült őskaribu alapján azt lehet gondolni, hogy ez a réteg is az eljegesedéskor jött létre, de ennek ellentmond a rétegnek pontosan a közepén felfedezett kis gally, mely Hollendonner Ferenc szerint berkenyefa. Emiatt egyértelmű, hogy az éghajlat a hiénás réteg kialakulásának idején sem volt hidegebb a jelenleginél. Ebben a korszakban is ember által lakott volt a barlang, melyet a faszénmaradványok és feltört állatcsontok mellett bizonyít néhány pattintott kőszerszám is. Valószínűleg kevés volt az alkalmas kőanyag, mert csak pár darab pattintott kőszerszámot (paleolit), de nagyon sok csonteszközt, főleg fogpengét (medve szemfogából készült szerszámot) fedeztek fel. Ez a réteg a solutréi kor elejére datálható.

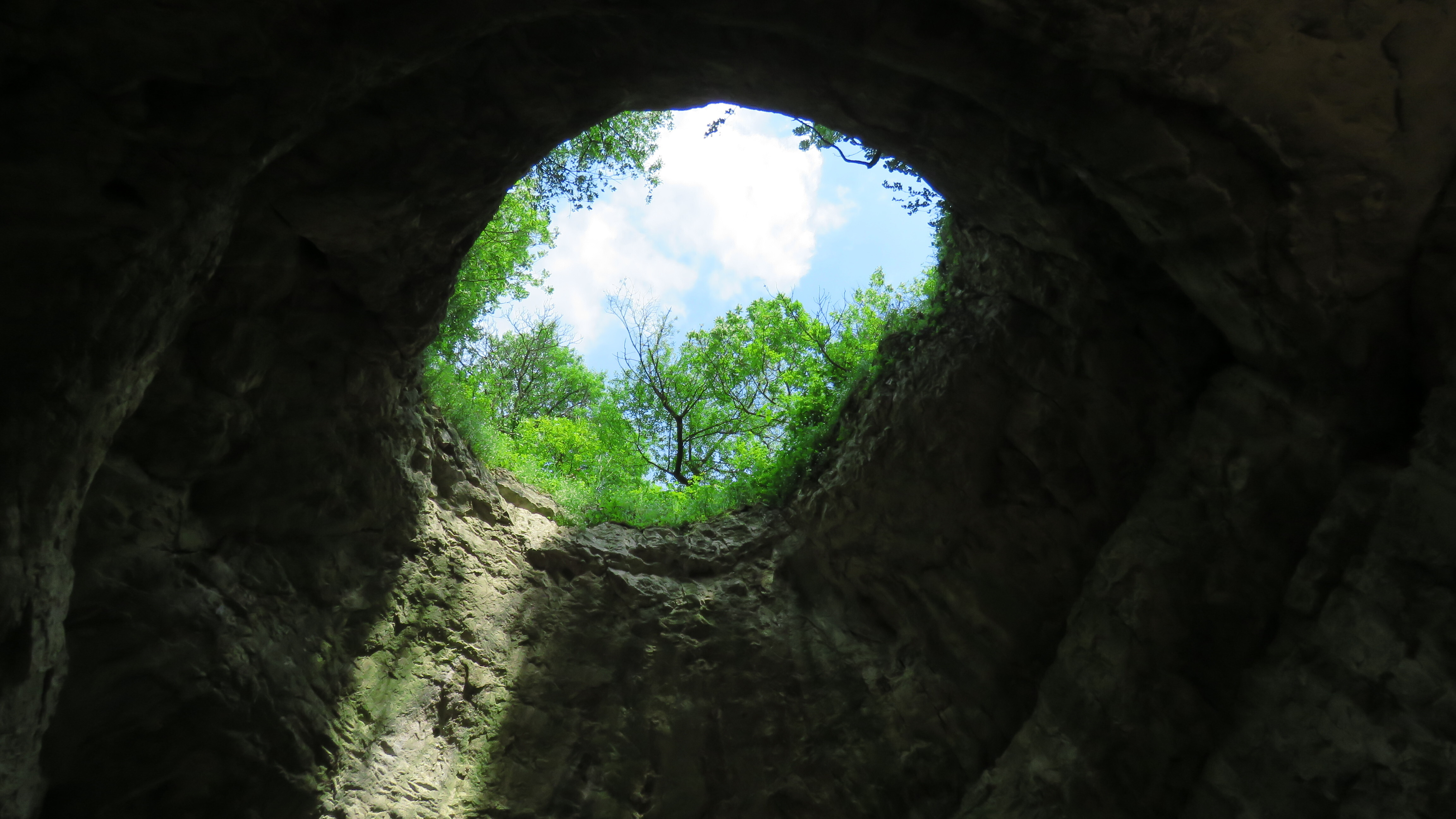
A Szelim-lyuk kürtője (2017)

A hiénás réteg feküjében elhelyezkedő, laza szürke homokot települése alapján a folyó víz rakta le. Érdekes, hogy néhány szarvasagancs-töredék mellett egyetlen emberfog és tűzhelyből eredő gyakori faszéntörmelék került elő. Ebben a faszéntörmelékben Hollendonner Ferenc talált hegyi fenyő maradványokat, ami alátámasztja a nagyon hideg éghajlatot. A laza homok alatt lévő vörösagyagban, mely a barlang fenekére rakódott, faszenek és nagyon durván pattintott kőszerszámok voltak. A talált faszenek miatt elképzelhető, hogy lombos erdő és emiatt enyhébb éghajlat volt a területen.
A Szelim-barlang leletei alapján a barlang történelem előtti múltja a következő: a triász mészkőréteg beszakadása miatt, kb. 10–15 millió évvel ezelőtt keletkezett a szaggatott szirtpárkány, a barlang pedig a földtani harmadkor végső szakaszában (kb. 1 millió évvel ezelőtt) kezdett létrejönni azért, mert érvényesülhetett a csapadékvizek oldó-bontó hatása. A barlang feltöltődése a diluvium közepe környékén, a neandervölgyi ősember (Homo primigenius) uralma idején, a moustiéri kultúra korában kezdődött meg és (bár enyhe volt az éghajlat ebben a korban) a több biztonságot nyújtó barlangokban szívesen megtelepedtek emberőseink. Az éghajlat azonban nagyon gyorsan zord lett, az időjárás pedig csapadékossá vált, a korábbi lomberdő helyét lassan elfoglalta a hegyi fenyő és most már a hideg elől bújt ide az ősember. A zord éghajlatot néhány ezer év múlva megint enyhe követte, az erdei fák lombhullatók, az állatok melegkedvelők lettek, de megszokott barlanglakását mégsem hagyta el az ember.

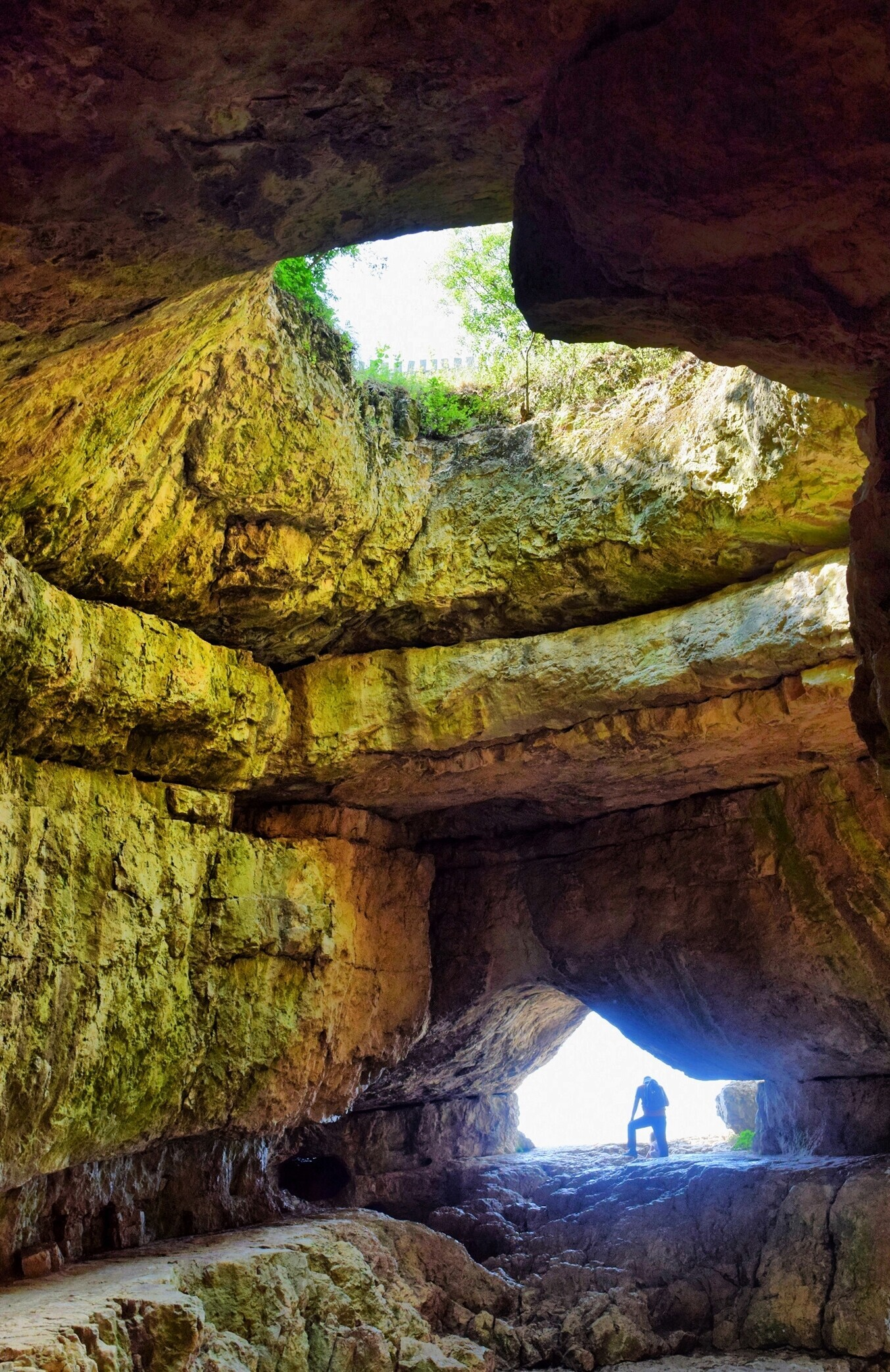
A Szelim-lyuk belseje (2020)

Az az ember, aki ebben a korban élt, valószínűleg már nem a régibb korok embere (Homo primigenius), hanem a jelenleg uralkodó emberfajok egyikének egyenes ági őse. Azokon a területeken, melyeket elhagytak a jégárak, a szelek törmelékanyagból széles rétegeket építettek, a szélárnyékban vagy barlangokban lehullott porból pedig lösz lett. Az enyhe időszak sem tartott tovább 10–12 ezer évnél, az időjárás megint zorddá vált, a löszhullás végén ismét kiszorította a lombos fákat a hegyi fenyő, a környéken a hidegkedvelő, sarkköri állatok tanyáztak. A barlang megint keresett otthona lett a magdaléni kor emberének, aki már kitűnően rajzolt és faragott csontot. A földtani jelenkor kezdetén megint enyhe lett az időjárás. A Szelim-lyukban a csiszolt kőkorszak elejétől a rézkorig mindig laktak, de azóta (kb. 5000 éve) csak ideiglenes tanyahely.
A Gerecse hegység katonai térképén ez a barlang Szelim-lyuk néven szerepel. Így látható a bánhidai vasútállomás falára függesztett turista tájékoztató táblán, de napilapokban is ez a neve a barlangnak. Ez a csúf név azonban hibás. A Palócföldön és máshol használják a népies lyuk szót a kis barlangokkal kapcsolatban, de a Szelim-üreg, ahol a monda szerint is valószínűleg hét falu népe tanyázott, nem lyuk, hanem barlang. A Szelim-barlangnak a tudomány szempontjából is hatalmas jelentősége van és a barlanggal gyakran foglalkoznak Magyarország határain kívül is a szakemberek, ezzel pedig szorosan összefügg az, hogy a barlang neve megjelenik a külföldi szakirodalomban. A lyuk szó rosszul hangzik magyar nyelven, idegen nyelvekre fordítva pedig az ilyen szó miatt a külföldi olvasó hibásan gondol a Szelim-barlangra, mert sohasem keveri össze a lyukat a barlanggal. Akkor el lehet fogadni ezt a nevet, ha a régi, történelmi hagyomány örökítette meg, mely a nép által használva hosszú évszázadok közben bevésődött a köztudatba, de nem ez történt, mert a környéken élők alig kétszáz éve telepedtek itt le, idegenek (németek és tótok). A Szelim-lyuk név teljesen hibás és csak a Szelim-barlang név jó.
A Szelim-barlang körül van néhány barlang, amelyek különböző méretűek (Eszterházy-kőfülke, Denevér-barlang, Turul lyuk, Lengyel-barlang, Veres-hegyi-barlang). A Szelim-barlanghoz legközelebb a Szelim-barlang tőszomszédságában található Eszterházy-kőfülke helyezkedik el. A Szelim-lyuktól É-ra kb. 800 m-re fekszik a Denevér-barlang. A kiadványban látható egy fekete-fehér fénykép, amelyen a bánhidai Kő-hegy és a Szelim-lyuk bejárata figyelhető meg. A füzetbe bekerült a Szelim-lyuk rétegsorának A Földgömb 1934. évi évfolyamában publikált rajza.
Az 1936. évi Barlangvilágban lévő nekrológ szerint biztos lett, hogy a hideg moustérien után következő aurignaci–prosolutréi szakasznak megint enyhe volt az éghajlata. Ezt támasztja alá a Szelim-lyukban talált faszenek lombos jellege, illetve egy vastag kisujjnyi berkenyeág (Sorbus torminalis), amelyet Hollendonner Ferenc nagyon alaposan megvizsgált. A Szelim-lyukban talált leletek alapján megállapítható, hogy a típusos lösz kialakulásának kérdése nem intézhető el azzal az egyszerű magyarázattal, amely szerint jeges korszakot tanúsít minden löszréteg. Óvatosságra int ugyanis az a megfigyelés, hogy a Szelim-lyukban található jellegzetes löszréteg alsó feléből Hollendonner Ferenc lombos fák maradványait mutatta ki, és szintén az enyhe éghajlatot bizonyítják az ugyanonnan napvilágra került állatfajok. Ugyanannak a löszrétegnek a felső szintjében hegyi fenyő maradványokkal együtt sarki nyúl, havasi fajd és ősrénszarvas csontjai voltak.
A Magyar Barlangkutató Társulat 1936. január 28-án tartott választmányi ülésén Gaál István kérte a választmányt, hogy lépjen kapcsolatba a Vértes Turista Egyesülettel amiatt, hogy az egyesület a Szelimlyuk kiírást változtassa Szelim-barlangra. Az 1936. évi Természettudományi Közlönyben meg van említve, hogy a Pilisszántói-kőfülke középső magdalénien rétegeiből gyűjtött nagyon kezdetleges, egysoros csontszigony ugyanolyan mint a Szelim-lyuk hasonló rétegeiben talált csontszigony. Az 1937. évi Földrajzi Közleményekben meg van említve, hogy a gyönyörűen kiemelkedő Kő-hegy majdnem függőleges falú Ny-i lejtőjén tátong a Szelimbarlang bejárata.
A Turisták Lapja 1937. évi évfolyamában megjelent, Vigh Gyula által írt tanulmányban szó van arról, hogy a Szelimlyuk a bánhidai Kő-hegy (Turul-hegy) mészkőből álló Ny-i sziklafalában, a Turul-szobortól É-ra kb. 500 m-re, a fennsík széle alatt helyezkedik el. A barlangbejárat kb. 130 m relatív és 298 m abszolút tszf. magasságban van. A bánhidai vasútállomástól 2 km-re, a piros jelzésű turistaút közelében található. Hatalmas bejárata és kisebb ablaka egy 45 m hosszú, 12–14 m széles, kettős kupolaalakú csarnokba vezet, amely külső és belső részre van osztva. Hátsó részéből 6 m magas, 4 m széles és agyaggal kitöltött folyosó vezet ÉK-re. Az első csarnok közepén egy 7 m átmérőjű kürtő halad a hegytetőre. A kürtő beomlás miatt jött létre. Déry József szerint jobbról kürtőszerű szűk kémény, balról pedig keskeny rókalyuk nyílik. A barlang régi alakja a jelenleg zajló ásatások előrehaladtával fog kibontakozni. Már Fényes Elek és Thirring Gusztáv említik a barlangot a törökkorból származó mondákkal kapcsolatban, Déry József pedig publikálta a barlang vázlatos térképét.

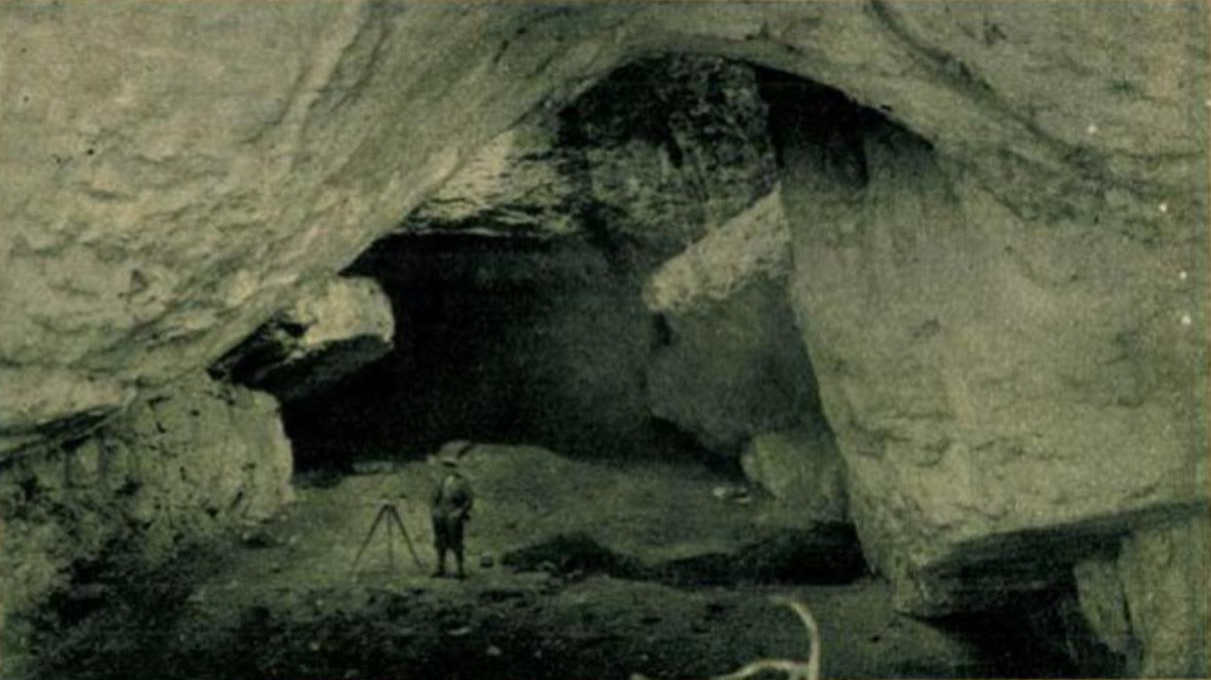
A Szelim-lyuk 1933-ban publikált fényképe

Kessler Hubert 1934-ben történt próbaásatása után Gaál István ásatásai a Magyarországon lévő, legjelentősebb barlangok sorába emelték a Szelim-lyukat ősrégészeti szempontból. Előkerültek a barlangból a régibb és újabb kőkor, illetve a rézkorig terjedő idő emberrasszainak kő- és csonteszközei. Nevezetesek a barlangi medve szemfogaiból készült pengék és egy medvebocs koponyatetőn felfedezett, kővel bekarcolt egyszerű állatrajz. Ez a Magyarországon talált első, ősember által készített rajz. A jégkorszak hideg és melegebb időszakaira utal a kiásott gazdag ősemlősfauna. Gaál István említi, hogy a Szelimlyuk körül üregek egész sora van. A Szelim-lyuktól 40–50 lépésre fekszik az Eszterházy-kőfülke, É-ra 800 m-re pedig a Denevér-barlang. A publikációhoz mellékelve lett egy Gerecse hegység térkép, amelyen fel vannak tüntetve turista útjelzések, nevezetesebb barlangok, víznyelők és zsombolyok. A térképen megfigyelhető a Szelimlyuk földrajzi elhelyezkedése.
A Turisták Lapja 1937. évi évfolyamában kiadott és Strömpl Gábor által írt tanulmányban közölve lett, hogy a híres Szelim-lyukhoz sziklapárkányon, elegyengetett ösvényen lehet eljutni. A tátongó, érdekes üreg tetején lévő hatalmas, természetes kürtőn át betódul a világosság a barlangba. Nagyok a barlang bejáratai is, akkorák, hogy majdnem nappali világosság van a barlangban, de a levegő hűvös. Sok, őskori leletet találtak benne. A Szelim-lyuk a Jankovich-barlanghoz hasonlóan az ősember valóságos sziklavára volt. A folyóiratnak ebben a füzetében publikált és Barcza Imre által írt dolgozatban látható egy fekete-fehér fénykép, amelyen a Szelim-lyuk van bemutatva. A fényképet Bartoss István készítette.

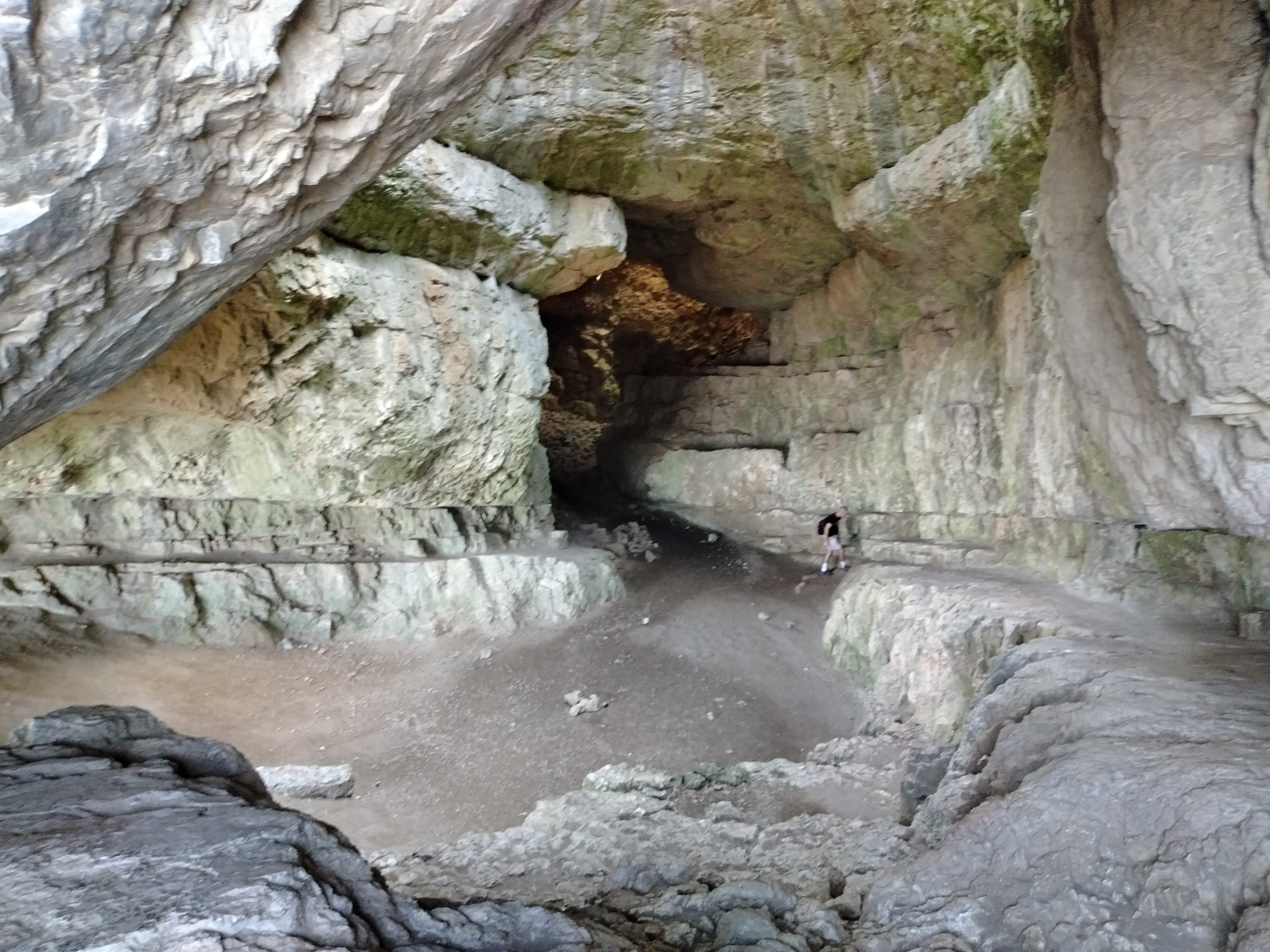
A barlang belsejének részlete 2020-ban

Az 1937-ben megjelent és Szeghalmy Gyula által írt könyvben szó van arról, hogy rengeteg apró állat csontját találták meg a Vértes hegység bánhidai letörésének oldalában lévő Szelim-barlangban. Ezeknek a csontoknak, pontosabban kövületeknek egy része a geológiai harmadkor utolsó szakaszából, másik része pedig a pleisztocénből és a holocénból származik. A bánhidai barlang leletei azt igazolják, hogy a barlangot az újkőkorszakban és a bronzkorban lakta a barlangi ős. A kiadvány másik részében az olvasható, hogy a Vértes hegységnek a Bánhidai-völgy felé lévő letörésénél, Tatabánya mellett, a millenniumi Turul-emlékmű közelében egy terjedelmesebb üreg, a Szelim-barlang sötét szeme kivillan a sziklafal szürke felületéből.
A barlang a hegység eocén mészkőtömbjében jött létre. A mostanában benne történt ásatásokkal diluviális ősállatmaradványok és az őskőkorszaki ember kezdetleges eszközei kerültek napfényre. Akár a megkövült maradványokat, akár a pattintott kőeszközöket, vagy a barlangfenék üledékes rétegeit vizsgáljuk, könnyen észrevehető, hogy a Szelim-barlangban a jégkorban ugyanaz a fajú, kultúrájú és életviszonyú horda élt, amely a tatai tó meleg forrásainak környékén. Sőt, a két hely egymáshoz közeli fekvését nézve, annak lehetősége is fennáll, hogy itt tulajdonképpen ugyanannak a törzsnek nyári és téli szállását ásta elő az egymásra rakódott rétegekből a kíváncsi utód. Az őskultúra szempontjából különösen érdekes és értékes lelőhelyek közül az egyik nevezetesebb a Vértes hegységben lévő Szelim-lyuk. A Szelim-lyukban lakott ősember úgy tűnik, hogy még a Kis-kevélyi-barlang ősemberénél is régibb korba visz vissza. A Szelim-lyuk ősemberének kortársai a mammut, tigris, oroszlán, hiéna, barlangi medve, gyapjas orrszarvú, melyekkel valószínűleg sokszor vívott élethalál harcot az életért.

### 1939–1959

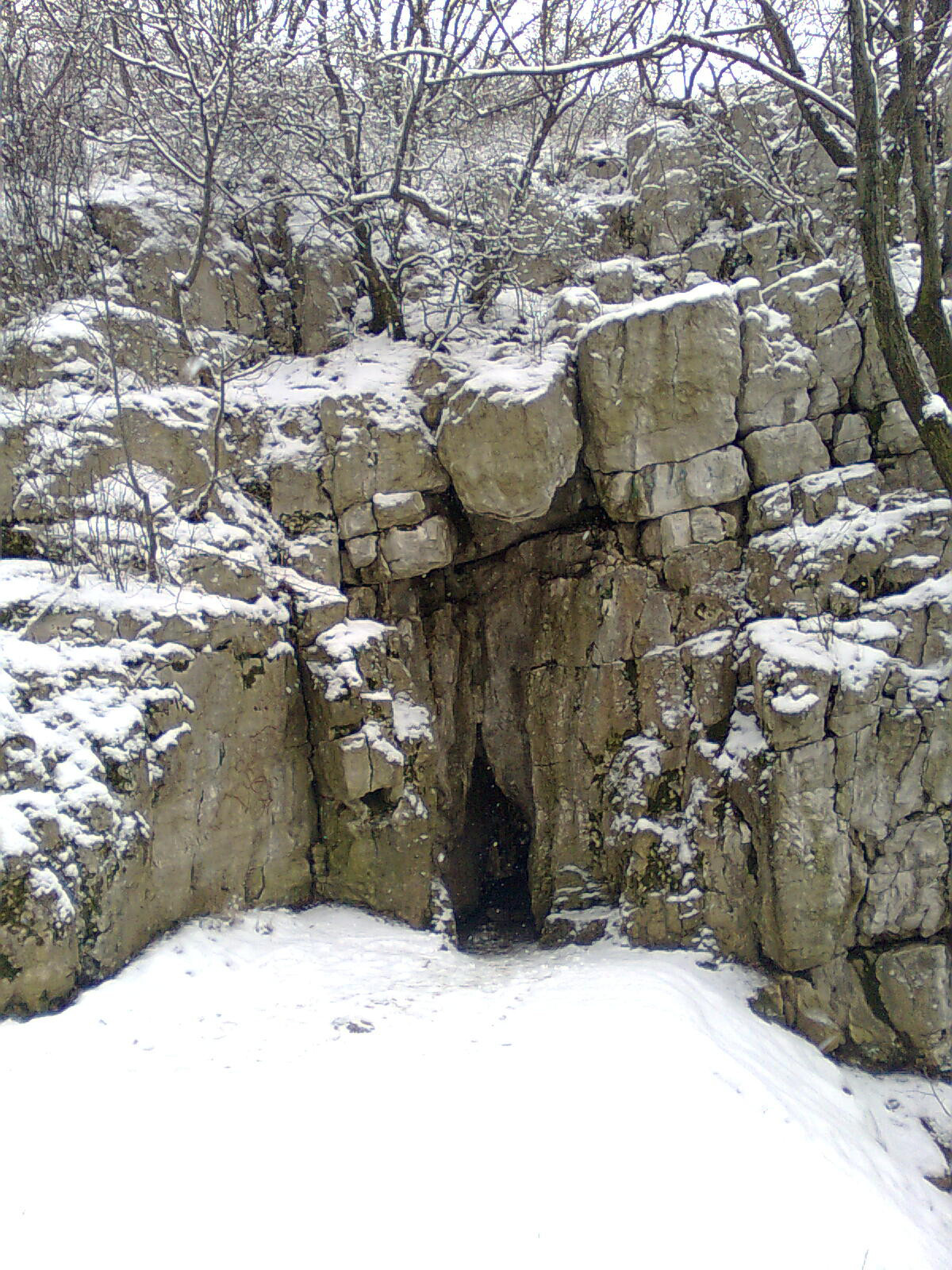
A Szelim-lyuk északi bejárata 2009-ben

Az 1939-ben kiadott és Polgárdy Géza által írt, Vértes hegység kalauza című kiadványban szó van arról, hogy a Vértes hegységnek két földtani nevezetessége van: a Csákvári-barlang és a Szelim-barlang. A Bánhida mellett lévő Szelim-barlang triász mészkőben keletkezett. 1932-ben végezték benne az első ásatást, módszeres felásatása pedig 1934-ben kezdődött. A pleisztocén üledékek játsszák a főszerepet a barlang kitöltésében. Ezekre települnek a jelenkori képződmények. Az ásatásokkal több tűzhely maradványai kerültek felszínre. A klíma szempontjából nyújtott fontos eredményeket a tűzhelymaradványok faszenének vizsgálata. Azonkívül nevezetes jelenség, hogy a barlang kitöltésében, a kitöltés jelenkori rétege alatt lösz húzódik. (Eddig nem került elő barlangból lösz.) Több régi kőkori kultúra nyomán kívül a barlangban felfedeztek fontos gerinces maradványokat is.
Az Eszterházy-kőfülke után, a kőfülkétől 40–50 lépésre helyezkedik el a Szelimbarlang. A Kő-hegy Ny-i sziklafalában, 298 m tszf. magasságban van a Szelimbarlang, amely külső és belső részre osztott, kettős kupolaalakú csarnokra osztható. A hátsó részből 6 m magas és 4 m széles folyosó ágazik ki ÉK felé. A két bejáratú nagy csarnok 45 m hosszú és 12–14 m széles. Közepén kialakult beomlás miatt egy 7 m átmérőjű kürtő, amely a hegytetőre nyílik. Kessler Hubert végezte a barlang első, tudományos ásatásait. 2,5 m mély próbagödröt ásott és az előkerült leleteket eljuttatta a Magyar Nemzeti Múzeumba. A próbaásatással talált értékes anyag szükségessé tette, hogy felássák a teljes barlangot. Ezt a tudományos ásatást, amely mindenre kiterjedt, 1934-ben végezte Gaál István. Az ásatással az összes elképzelés igazolva lett, mert a barlang alját fedő középdiluviális képlékeny agyagrétegtől kezdve a jelenkor humuszos rétegéig előkerült minden időszak képződménye. Ezekben pedig megtalálták az adott kor növény- és állatvilágának, valamint az ősember itt tartózkodásának megcáfolhatatlan nyomait.
Az ásatással 12 személy csontmaradványai láttak napvilágot. A csontmaradványok kora azonban megcáfolja azt a régi hiedelmet, amely szerint a török korban a barlangba menekülteket a törökök (Szelim szultán) mind meggyilkolták. Az emberi csontok (férfiak, nők, gyermekek vegyesen) sokkal régebbről származnak, ezért a fenti szájhagyományt nem igazolják. A barlangi lösz rétegből sok kis rágcsálófaj mellett ló, gyapjas orrszarvú, őskaribu (Rangifer arcticus), barlangi medve, valamint csontból faragott apró szerszámok kerültek elő, a réteg alján pedig solutréi kultúrájú lándzsahegy, illetve jávorszarvas és hiéna csontmaradványai feküdtek. A barlangi löszréteg alatt lévő, hiénás réteg sok barlangi hiéna csontmaradványt tartalmazott, de találtak ebben mammut, ló, orrszarvú, vapiti és farkas csontokat is. A barlang lakott volt a hiénás réteg lerakódásakor is, amelyet a faszénmaradványok és a rétegben lévő pattintott kőszerszámok is igazolnak. A hiénás réteg alatt elhelyezkedő kitöltésben néhány szarvasagancs-töredék, de leginkább faszéntöredék volt.

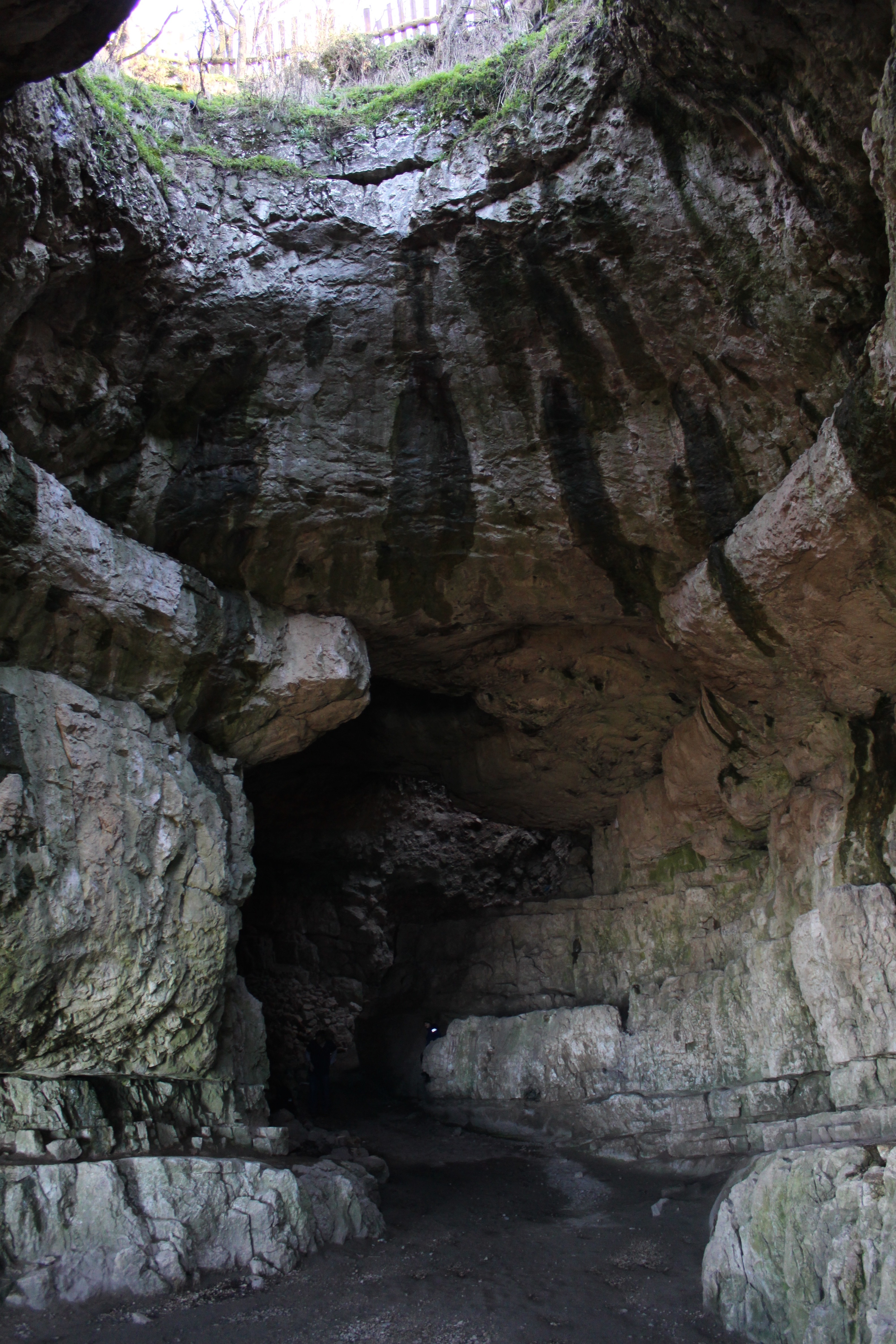
A Szelim-lyuk belsejének részlete 2015-ben

A barlang kitöltődésének kezdetekor ezen a vidéken enyhe éghajlat uralkodott, amelyet az ősember sok szerszáma is bizonyít, mert ezekkel a szerszámokkal csak lombos erdőben tudott vadászni. Az éghajlat később azonban zorddá változott és a lombos erdő helyét elfoglalta a hegyi fenyő. Néhány ezer év múlva azonban ismét változott az éghajlat és megint a lomos erdő uralkodott a tájon. Az éghajlat változása szerint váltogatta egymást a fauna is. A Szelimbarlang az uralkodó időjárásnak megfelelően vagy állandó lakóhelye volt az ősembernek, vagy pedig csak menedékhely volt. A kutatások alapján a barlang a csiszolt kőkorszak elejétől a rézkor elejéig állandóan lakott hely volt. A rézkor óta (kb. 7000–8000 éve) azonban csak alkalmanként élt benne az ember. A kiadványban megjelent némileg megváltoztatva a barlang 1901-ben publikált alaprajz térképe.
Az 1939. évi Barlangvilágban megjelent és Kadić Ottokár által írt dolgozat szerint a Bükk hegységben lévő Szeleta-barlanghoz, Balla-barlanghoz, Herman Ottó-barlanghoz, Kecske-lyukhoz, Három-kúti-barlanghoz, Istállós-kői-barlanghoz, Büdös-pesthez és Puskaporosi-kőfülkéhez hasonló jelentőségűek a dunántúli barlangok, pl. a Vértes hegységben található Szelim-barlang.
Az 1940-ben kiadott, Gerecse és Gete hegység kalauza című útikalauz 64–65. oldalán meg van ismételve az 1939-es útikalauz 85–86. oldalán lévő Szelim-lyuk ismertetés és a barlang alaprajz térképe. Az 1940. évi kiadvány 12. oldala szerint a Gerecse hegység barlangjai közül legnevezetesebb a Szelimbarlang és a Jankovich-barlang. A Gerecse hegység vázát alkotó dachsteini mészkőben barlangok keletkeztek. A mészkőhegységekben a barlangok keletkezése rendkívül gyakori jelenség, mert a mészkő többnyire nagyon repedezett kőzet. A hasadékokon át a kőzetbe beszivárog a víz és ott oldja a mészkő anyagát, tágítja, nagyobbítja a hasadékot, míg végül barlang jön létre. A Gerecse hegység barlangjai hasonló módon alakultak ki. A Bánhida mellett elhelyezkedő Szelim-lyuk egyik legfőbb nevezetessége az a ritka és értékes jelenség, hogy a barlang diluviális kitöltésében előfordul lösz. (Eddig barlangból nem lett kimutatva lösz.) Előkerült a barlangból több tűzhely nyoma, amelyek faszenének pontos, mikroszkópos vizsgálata fontos felvilágosítást szolgáltatott az egykori éghajlatról. Az ősember kőeszközein kívül ősgerinces állatok maradványait is megtalálták a barlangban.
Az 1941-ben napvilágot látott Magyar turista lexikonban külön szócikke van a barlangnak. A kiadványban az van írva, hogy a Szelimbarlang a Gerecse hegységben, a Bánhida felett lévő Kő-hegy Ny-i sziklafalán található barlang. A barlang tulajdonképpen egy 45 m hosszú és 12–14 m széles nagy csarnokból, valamint két bejáratból áll. A nagy csarnok közepén egy 7 m átmérőjű, beomlás miatt kialakult kürtő nyílik a hegytetőre. A barlangban először Kessler Hubert, majd Gaál István végeztek ásatásokat, amelyek során értékes őskori leleteket fedeztek fel (pl. 12 személy csontmaradványait). A barlangi löszréteg alatt ló, gyapjas orrszarvú, őskaribu (Rangifer arcticus), barlangi medve, illetve csontból faragott apró szerszámok voltak. A réteg alján solutréen lándzsahegy, jávorszarvas és hiéna csontmaradványai feküdtek. A Szelimbarlang az uralkodó időjárásnak megfelelően valamikor állandó lakhelye, valamikor pedig csak menedékhelye volt az ősembernek. A kutatások szerint a barlang minden bizonnyal a csiszolt kőkorszak elejétől a rézkor elejéig folyamatosan lakott hely volt.

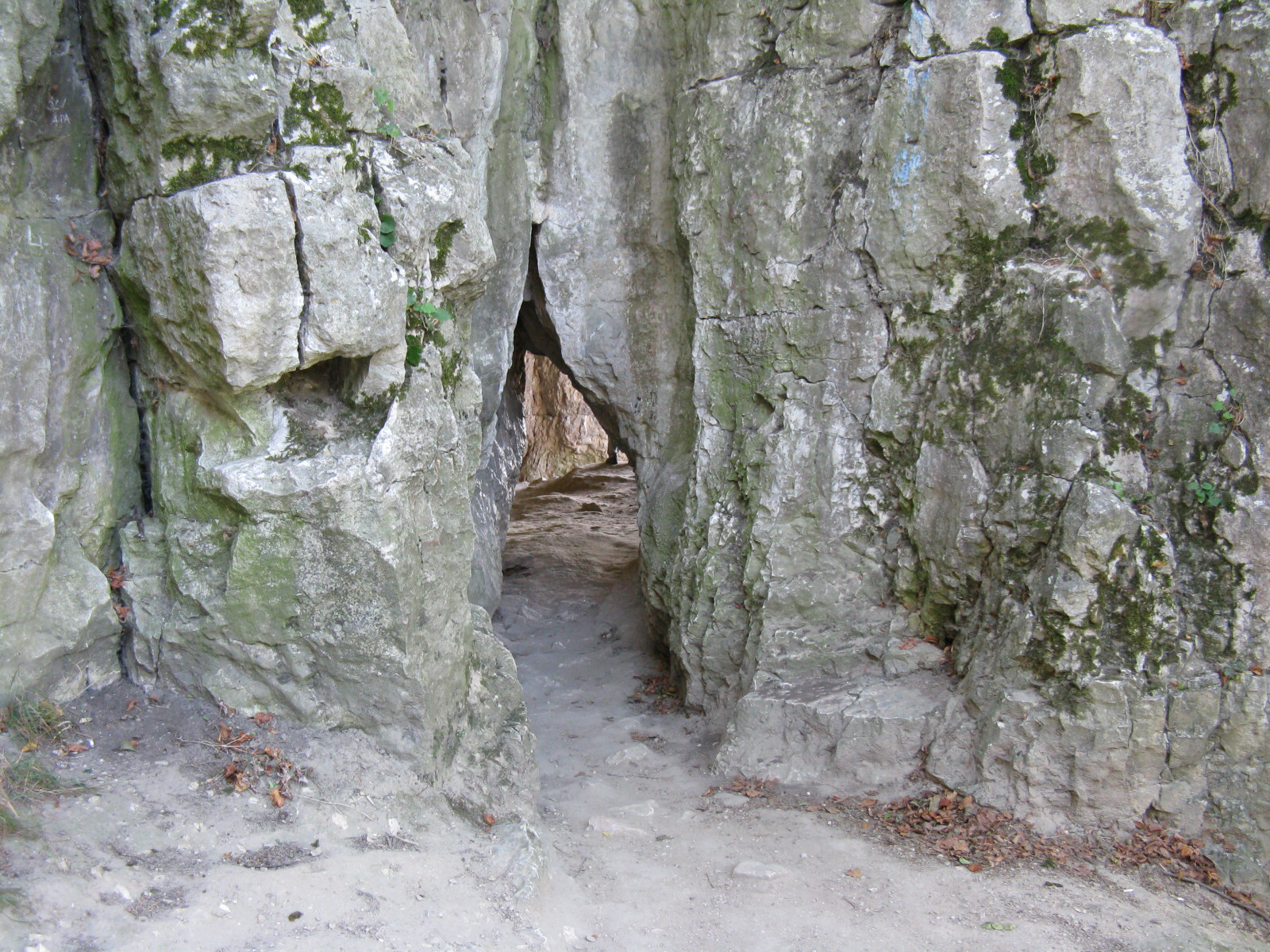
A Szelim-lyuk északi bejárata 2011-ben

Az 1942. évi Országjárásban megjelent, hogy a Gerecse hegység egyik nevezetes barlangja a bánhidai Kőhegy oldalában lévő Szelim-lyuk. Az 1942-ben kiadott, Budapest története című könyv Tompa Ferenc által írt fejezetében szó van arról, hogy nemrég a Szelim-lyukból is előkerült egy solutréen lándzsahegy, amely jáspisból készült. Mostanában rábukkantak a barlang helyenként 12 m vastag diluviális rétegeinek felső szintjében a magdalénien tipikus kőpengéire. Az 1943. szeptember 25-i Új Magyarságban rövid hír jelent meg, amely szerint a Budapesti Egyetemi Turista Egyesület, amely nagyon élénk barlangkutató tevékenységet végez, az idén barlangban tartja őszi vándorgyűlését. A gyűlést 1943. október 3-án (vasárnap) a Bánhidán található Szelim-lyuk nagy csarnokában bonyolítják le. A tárgysorozaton szerepel pl. Kessler Hubert beszámolója a Szelim-lyuk feltárásáról.
Az 1948. évi Hidrológiai Közlönyben meg van említve, hogy a Dunántúli-középhegységben található magasan elhelyezkedő forrásbarlangi nyílások közül egyik a bánhidai Szelimlyuk (150 m viszonylagos magasság). Ezek közül sokból ásatások szolgáltattak értékes korjelző őslénytani anyagot (Szelim-barlang). Az Archaeologiai Értesítő 1955. évi évfolyamában az olvasható, hogy a lovasi festékbánya kora a würm interstadiálisnak valószínűleg az első harmadára, de mindenképpen a jégmentes szakaszra tehető, és kultúrája azonosítható a Szelim-barlang, a Jankovich-barlang, a Csákvári-barlang, a Pilisszántói 2. sz. kőfülke, a Kis-kevélyi-barlang, a Bivak-barlang és a Magyarországon kívül található, de leletanyagában azonos Pálffy-barlang felső rétegének leleteivel, melyeket közös megjelöléssel a szeleta-kultúra dunántúli csoportjának nevezünk. Az 1957. évi Természetjárásban lévő áttekintés szerint a Gerecse hegységben lévő Szelimlyuk nagyon látogatott barlang. Tatabánya alsó vasútállomástól fél órára, a turul emlékműtől É-ra 500 m-re található. Hatalmas csarnoka és fent nyitott kürtője van. Ősrégészeti szempontból Magyarország egyik legjelentősebb barlangja.

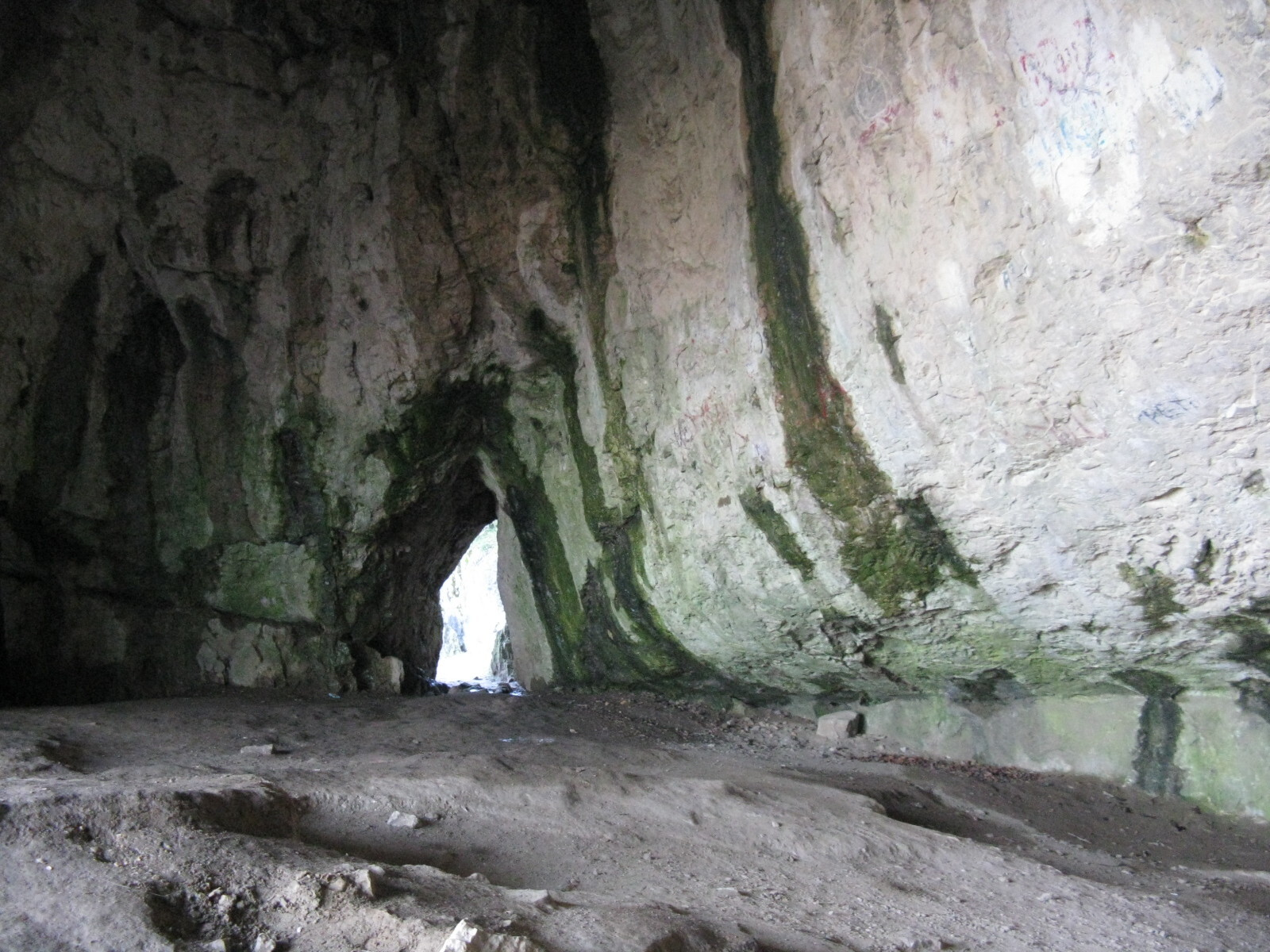
A Szelim-lyuk északi bejárata 2016-ban

Az 1959-ben kiadott Gerecse útikalauzban az olvasható, hogy a Gerecse hegység néhány barlangja, közülük főleg a Szelim-barlang és a Jankovich-barlang messze földön ismert. A két barlangnak beszakadt kupolái és a tudomány számára nagyon értékes őslénytani leletei vannak. A hegység sok kisebb-nagyobb barlangja közül turisztikailag az egyik fontosabb a tatabányai Szelim-barlang. Tatabánya alsó vasútállomástól fél órára, a Turul-emlékműtől É-ra kb. 200 m-re, közvetlenül a fennsík alatt helyezkedik el a barlang, ezért beszakadt kupolájának 7 m átmérőjű kürtőjét körül lehet járni a fennsíkon. Hatalmas, 45 m hosszú és 12–14 m széles csarnoka van, amelyhez néhány rövid oldalág és két bejárati nyílás tartozik.
A barlangból előkerült leletek a legjelentősebbek közé tartoznak ősrégészeti szempontból magyarországi viszonylatban. Geológiai szempontból is nevezetes a Szelim-barlang, mert kitöltésében lösznek minősíthető kőzetet fedeztek fel, pedig a lösz barlangból eddig nem került elő. A Szelim-lyuktól É-ra 40–50 lépésre található az Eszterházy-kőfülke, É-ra 800 m-re a Denevér-barlang, KDK-re kb. 1500 lépésre pedig a Lengyel-barlang. A Szelim-lyuk a nevét a monda szerint a barlangba menekült, majd Szelim szultán által megölt sokszáz magyar miatt kapta. Az ásatások eredményei megcáfolják ezt az öldöklést, de néhány forrás szerint a menekülőket tatárok ölték meg, amit a barlangban talált pénzek is tanúsítanának. Egy másik monda szerint a közeli zsombolyban vannak elrejtve Szelim szultán kincsei.

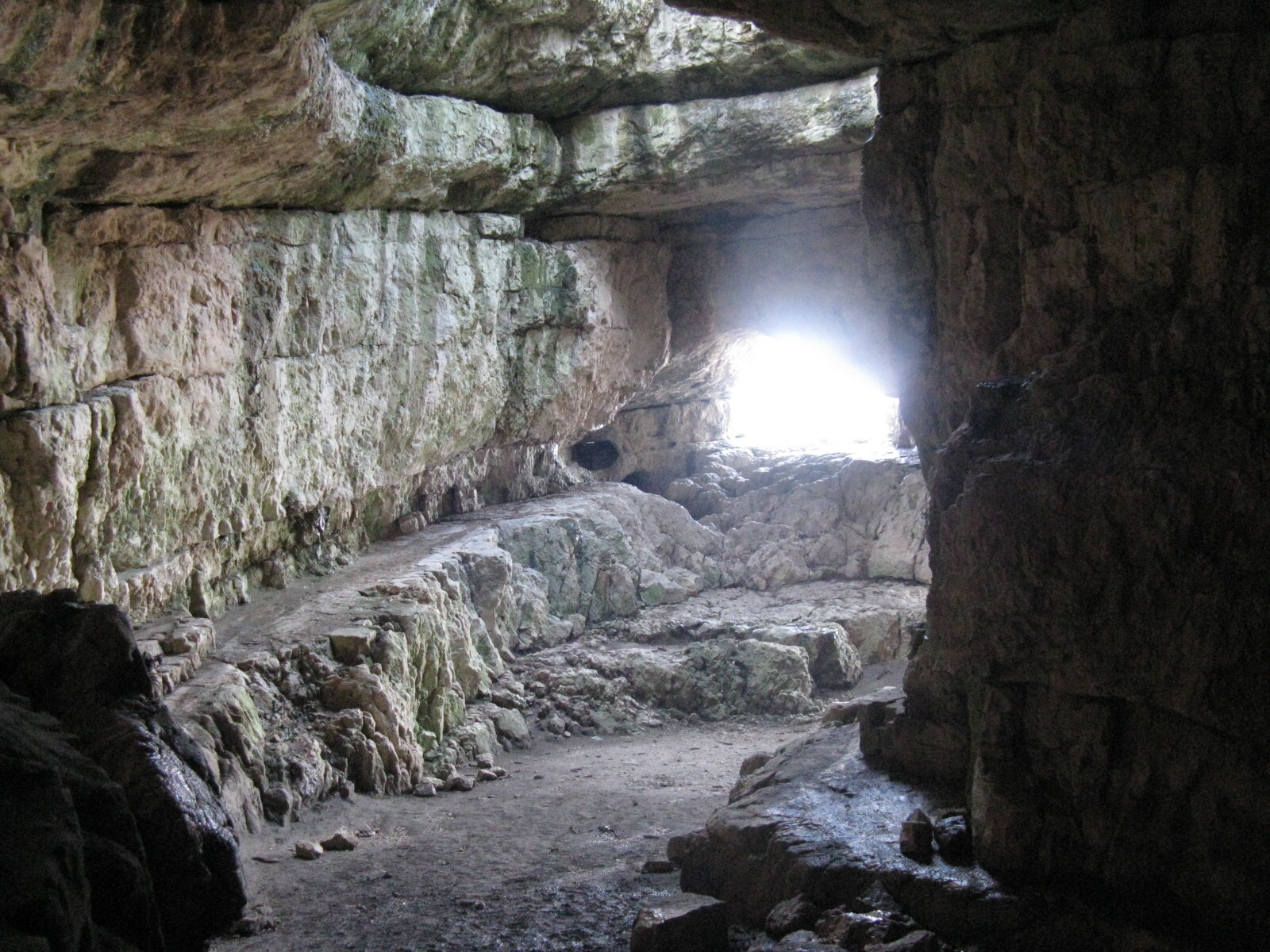
A Szelim-lyuk belseje 2016-ban

A Gerecse hegység harmadik, híres ősrégészeti lelőhelye (a tatai gimnázium alatt lévő lelőhely és a Jankovich-barlang után) a Szelim-lyuk, amely a Tatabánya feletti meredek, pados mészkősziklafalban van. Az 1930-as évek környékén végzett ásatások a legalsó, pleisztocén képlékeny agyagrétegtől a legfelső, jelenkori humuszos rétegig terjedő kitöltésben minden korszak képződményeit megtalálták. A kitöltésben a korszaknak megfelelő állatok és növények, illetve ember maradványai és nyomai (solutréi kultúrájú lándzsahegy, apró csonteszközök, pattintott kőeszközök), valamint 12 személy csontjai is voltak. Ezek régi kora megcáfolja azt a szájhagyományt, hogy a csontok a török elől a barlangba menekült és ott megölt magyarok csontjai. A gazdag állatfauna maradványai különösen érdekesek: a különlegességnek számító barlangi löszréteg sok apró rágcsálóján kívül pl. gyapjas orrszarvú, ló, jávorszarvas, barlangi medve, barlangi hiéna, mammut és farkas csontjai kerültek elő. A Magyarországon talált, első, rajzos leletek közé tartozik egy medvebocs koponyájára kővel karcolt egyszerű állatrajz.
Az éghajlat hidegebbre vagy melegebbre fordulásának (pleisztocén eljegesedések és közbenső felmelegedések) megfelelően változott az állatvilág. A növényzet is az éghajlatnak megfelelően változott, amelyet a tűzhelyek faszénmaradványainak vizsgálata mutatott ki. Az innen előkerült kőeszközök kőzetanyagának vizsgálata érdekes tanulsággal szolgált. A 100-nál több kőeszköz anyaga leginkább kvarc és kvarcit és csak kisebb részben egyéb kvarcféleség (jáspis, kalcedon, obszidián, opál stb.), amelyeket az ősember minden bizonnyal az Általér, amely a barlangtól alig 1–2 km-re folyik, kavicsteraszairól vitt a barlangba. Az a körülmény, hogy az alig 10 km-re elhelyezkedő tatai tűzkőbányából beszerezhető, könnyebben megmunkálható tűzkő helyett a ridegebb, kevésbé használható kvarcot dolgozta fel a barlang ősembere, azt jelzi, hogy a tatabányai telep és a nála erősebb tatai telep egymásnak ellensége volt Gaál István, a barlang egyik neves kutatója szerint.

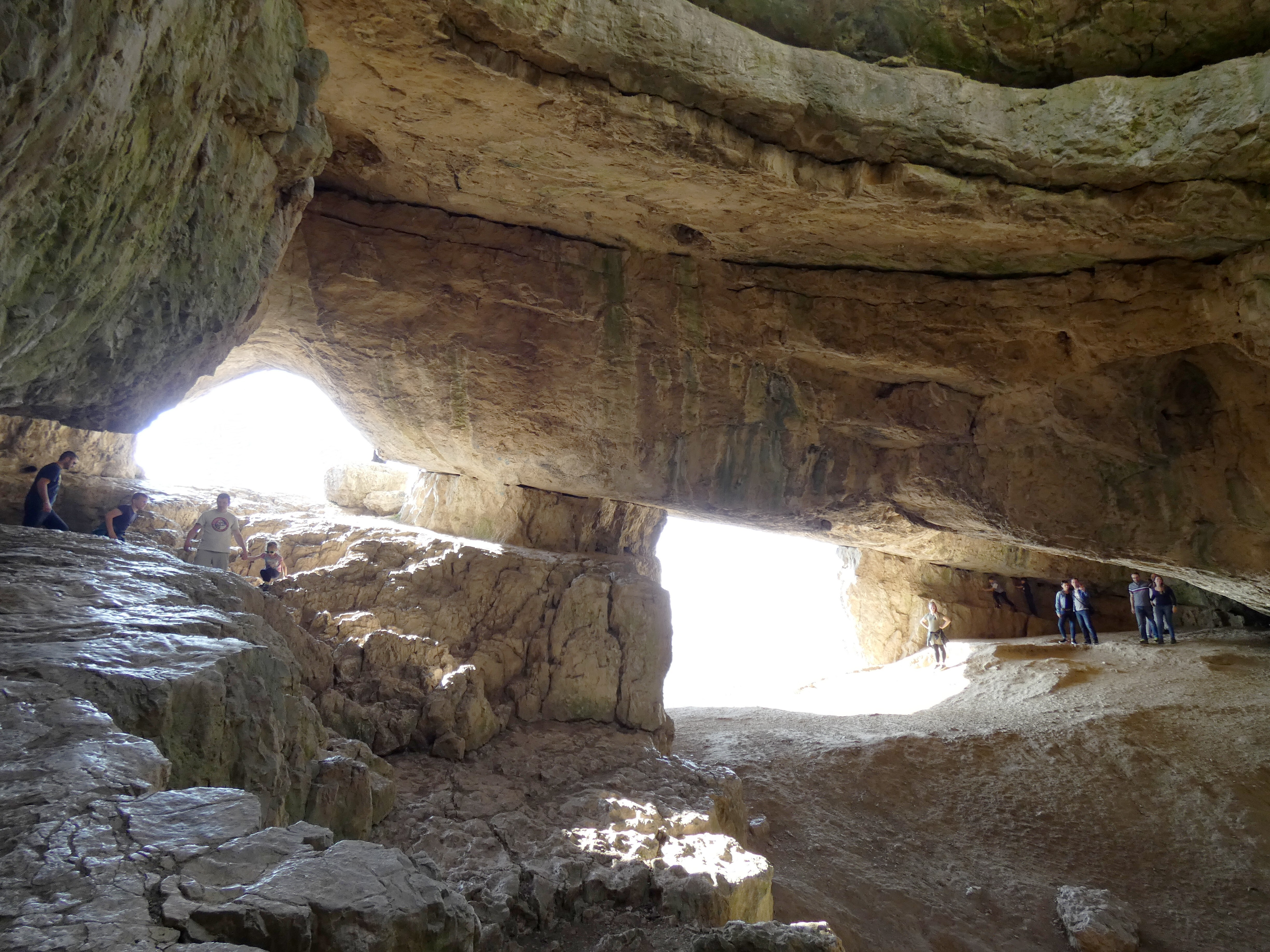
A Szelim-lyuk belseje 2019-ben

Különleges érdekessége ennek a lelőhelynek, hogy egy magyarországi fontos város közvetlen közelében, attól alig ½ órára helyezkedik el. Már a Szelim-barlang ősemberét sem elégíti ki az, hogy biztosítva vannak anyagi szükségletei, hanem játékos képzelettel kezdetleges állatalakokat karcolt egy medvebocs koponyájára, amivel a Magyarországon talált első rajzot szolgáltatta az utókor számára. Szintösvényen pár perc alatt lehet eljutni a nagyméretű, kétbejáratú, beszakadt kupolájú Szelim-lyukhoz. A barlangtól az elágazáshoz visszatérve, a jobbra haladó ösvényen, vagy a barlang mellett, ÉNy-ra néhány lépésre induló rövidebb, de meredek, hegytetőre felvezető ösvényen lehet megközelíteni a Turul-emlékművet. A Bükk hegység barlangvilága után a Gerecse hegységben (a Szelim-lyukban, a Jankovich-barlangban és a tatai gimnáziumot hordozó mésztufadomb takarója alatt) találhatók meg az ősember legérdekesebb, legfontosabb magyarországi nyomai. A könyv címlapján a Szelim-lyuk egyik bejárata látható.

### 1960–1982
Az 1960. évi Karszt- és Barlangkutatásban napvilágott látott tanulmányban az van írva, hogy az örvös lemming előfordulása a Tekeres-völgyben nem elszigetelt jelenség, mint a közép-franciaországi lelőhelyeken, mert a Budai-hegységben és a Gerecse hegységben több barlangban, például a Szelim-barlangban is előfordult a faj.
Az 1962-ben megjelent, A barlangok világa című könyvben az olvasható, hogy a magyarországi lelőhelyek közül főleg a Szelim-barlang az, amelyikből sok barlangi hiéna csont előkerült. A Dunántúlon lévő lelőhelyek közül a Tatabánya melletti Szelim-barlangban találtak moustiéri kultúrájú eszközt. Átmeneti vadásztanya volt ez az üreg. Volt a barlangban szeleta-kultúrájú eszköz. A középkori tatárjárás és törökdúlás nehéz időszakaiban Magyarország lakói felkeresték a védelmet nyújtó barlangokat, amelyet a Szelim-lyuk és sok más magyarországi barlang középkori leletanyaga bizonyít, a szájhagyományokon és írott feljegyzéseken kívül. A Lengyel-barlang a Szelimlyuktól K-re kb. 1 km-re helyezkedik el. A Jankovich-barlang külső termének kupolája a Szelimlyukéhoz hasonlóan kilyukadt a felszínig.
Tatabánya-Újváros felett, a Kő-hegy Ny-ra néző, sziklás oldalában lévő vízszintes mészkőpadok között van a tatabányai Szelimlyuk hatalmas, messziről látható bejárata. A kb. 40 m hosszú barlang két hatalmas teremből áll. Zsombolyszerűen felszakadt és felszínre nyílik az első terem kupolája. A második terem kupolája jelenleg szakad fel, ezért itt jól megfigyelhető a zsombolyképződés. Kessler Hubert 1934. évi sikeres próbaásatása után a Magyar Nemzeti Múzeum megbízásából 1935-ben Gaál István a barlang teljes, 12 m vastag rétegsorát felásatta és megtalálta a löszben lévő állati és megszenesedett növényi maradványokban a jégkorszak klímaingadozásának felbecsülhetetlen értékű bizonyítékait. Leginkább a solutréi kultúra nyomait tartalmazó réteg gazdagsága tűnt ki ősrégészeti szempontból. A kiadványban látható egy fekete-fehér fénykép, amelyen a Szelimlyuk felszakadt mennyezete figyelhető meg.
Vértes László 1965-ben kiadott könyvében szó van arról, hogy a Szelim barlang egyetlen biztos szeleta-kultúrájú eszközéhez, egy háromszög alakú, szakóca-kaparóra emlékeztető levélkaparóhoz minden szempontból hasonló alakokat a Jankovich-barlang eszközei között lehet találni. Az 1968. évi Karszt és Barlangban publikálva lett, hogy Vértes László 1951-ben a Magyar Nemzeti Múzeum Őskőkori Gyűjteményének lett a vezetője és ezután korszerű módszerekkel új ásatásokat irányított a klasszikus paleolitos lelőhelyeken, pl. a Szelim-lyukban.

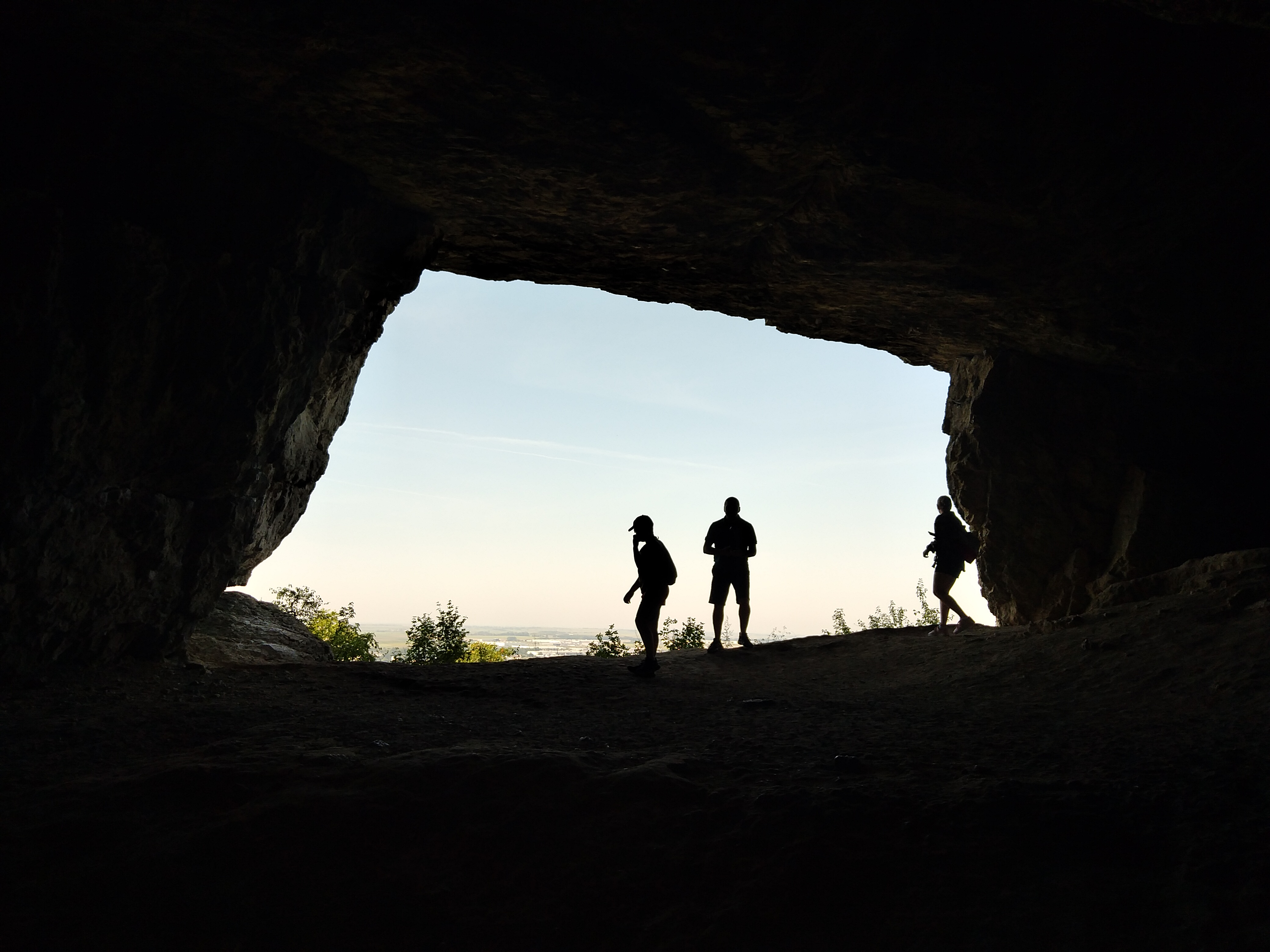
A barlang nyugati bejárata belülről 2020-ban

1974-ben a Foton Barlangkutató Csoport elkészítette a barlang fénykép-dokumentációját. Az 1975. évi MKBT Beszámolóban meg van említve, hogy 1975-ben kitöltéséből csontanyag lett gyűjtve, amelyet Lendvay Ákos átadott a Magyar Karszt- és Barlangkutató Társulat Őslénytani Szakbizottságának. A Bertalan Károly és Schőnviszky László által összeállított, 1976-ban megjelent Magyar barlangtani bibliográfia barlangnévmutatójában meg van említve a Gerecse hegységben lévő barlang Szelim-lyuk néven Szelim-barlang névváltozattal. A barlangnévmutatóban fel van sorolva 82 irodalmi mű, amelyek foglalkoznak a barlanggal.
A Bertalan Károly által írt és 1976-ban befejezett kézirat szerint a Gerecse hegységben, a tatabányai Bánhidán helyezkedik el a Szelim-barlang, amelynek további nevei Eperjes-barlang és Szemi-lyuk. A Kőhegy, amelynek másik neve Turulhegy Ny-i mészkősziklájában, a Turultól É–ÉNy-ra, kb. 240 m-re, kb. 298 m tengerszint feletti magasságban, 130 m relatív magasságban nyílik két bejárata és kürtője. 38 m hosszú és 12–14 m széles. A forrásbarlangnak, amely egy nevezetes ősgerinces és ősrégészeti lelőhely van egy tág előcsarnoka, ablaka és kürtője. Az ismertetés 5 irodalmi mű alapján lett írva. Az Eszterházy-kőfülkéről szóló részben meg van említve, hogy a kőfülke a Szelim-lyuktól 40–50 m-re D-re található.
1976-ban vált országos jelentőségű barlanggá a 4600-as (Gerecse hegység) barlangkataszteri területen lévő, tatabányai Szelim-lyuk. Az 1977. évi Karszt és Barlangban lévő, Gábori Miklós által írt összefoglalásban szó van arról, hogy a Dunántúlon lévő lelőhelyek közül a Szelim-barlangban is új hitelesítő ásatás történt. A tanulmányban van egy Magyarország térkép, amelyen a Magyarországon lévő, régészetileg kutatott barlangok földrajzi elhelyezkedése figyelhető meg. A térképen látható a Dunántúl lelőhelyei közé sorolt Szelim-barlang földrajzi elhelyezkedése. A folyóirat 1977. évi különszámába bekerült az összefoglalás angol nyelvű változata. Ebben a tanulmányban is közölve lett a térkép, amelyen Szelim Cave a barlang neve. Az 1976-ban összeállított, országos jelentőségű barlangok listájában lévő barlangnevek pontosítása után, 1977. május 30-án összeállított, országos jelentőségű barlangok listáján rajta van a Gerecse hegységben, Tatabányán található barlang Szelim-lyuk néven.

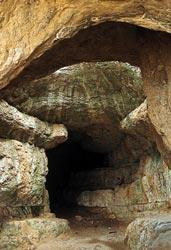
A Szelim-lyuk

Az 1980. évi Karszt és Barlang 1. félévi számában publikálva lett, hogy a kiemelt jelentőségű Szelim-barlang a 4600-as barlangkataszteri területen (Gerecse hegység, Gete) helyezkedik el. A barlangnak 4630/8. a barlangkataszteri száma. Az MKBT Dokumentációs Bizottsága a helyszínen el fogja helyezni, a többi kiemelt jelentőségű barlanghoz hasonlóan, a barlang fémlapba ütött barlangkataszteri számát. A barlangkataszteri szám beütéséhez alapul szolgáló fémlap ugyanolyan lesz mint a többi kiemelt jelentőségű barlang fémlapja. Az 1980. évi MKBT Beszámolóban publikálva lett egy térkép, amelyen a Gerecse hegységben található 4630-as barlangkataszteri egység egy része van bemutatva. A Lendvay Ákos által 1981-ben készült térképen látható a 8-as számmal és Szelim-barlang névvel jelölt barlang földrajzi elhelyezkedése. Az 1981. évi Karszt és Barlang 1–2. félévi számában nyilvánosságra lett hozva, hogy a Szelim-lyuknak 4630/8. a barlangkataszteri száma és már korábban közölve lett a barlangkataszteri száma.
1982. július 1-től az Országos Környezet- és Természetvédelmi Hivatal elnökének 1/1982. (III. 15.) OKTH számú rendelkezése (1. §. és 3. §., illetve 5. sz. melléklet) értelmében a Gerecse hegységben lévő Szelim-lyuk fokozottan védett barlang. Fokozottan védett barlang régészeti és őslénytani jelentősége, valamint tájképi értéke miatt lett. Az 1982. szeptember–októberi MKBT Műsorfüzetben meg van említve, hogy a Gerecse hegységben található Szelim-lyuk fokozottan védett barlang. A felsorolásban a barlangnevek az MKBT által jóváhagyott és használt helyesírás szerint, javított formában lettek közölve.

### 1984–1994
Az 1984-ben napvilágot látott, Magyarország barlangjai című könyv országos barlanglistájában szerepel a Gerecse hegység barlangjai között a 4630/8 barlangkataszteri számú barlang Szelim-barlang néven Eperjes-barlang és Szemi-lyuk névváltozatokkal. A listához kapcsolódóan látható a Dunazug-hegység barlangjainak földrajzi elhelyezkedését bemutató 1:500 000-es méretarányú térképen a barlang földrajzi elhelyezkedése. A kiadványban van egy Magyarország térkép, amelyen a Magyarországon lévő, régészetileg kutatott jelentősebb barlangok földrajzi elhelyezkedése figyelhető meg. A térképen látható a Szelim-lyuk földrajzi elhelyezkedése.
A Szelim-lyuk és a Kis-kevélyi-barlang alsó rétegei határozottan egykorúak az eddig ismertetett, Bükk hegységben lévő barlangok alsó rétegeivel, és Vértes László a kőeszközök hasonlósága miatt előszeretettel használta a dunántúli szeletai típus megnevezést. A gravetti kultúra jellegzetes kőeszközei közül két típust lehetett elkülöníteni, a kis méretű (mikrogravett) hegyeket, és az apró, tompított hátú pengéket. Ehhez hasonló leletanyag került elő a Kis-kevélyi-barlang, a Szelim-lyuk, a Jankovich-barlang és a Bivak-barlang felső pleisztocén rétegeiből. Hegy- és dombvidéken helyezkednek el ezek a lelőhelyek, és a rénszarvasmaradványok nagy száma jellemző mindenhol. Ezért ezek a barlangok minden bizonnyal rénszarvasra specializálódott vadásznépek alkalmi tanyahelyeiként szolgáltak.
Néhány új lelőhely, pl. a Szelim-lyuk feltárása egyre inkább felvetette a több eljegesedési szakaszt feltételező elmélet hazai lehetőségét. A mono- és poliglacialisták harcában leginkább Gaál István vett részt, aki a Szelim-lyuk rétegsorában vélte megtalálni az éghajlat változásának nyomait. A Szelim-barlang és a Kis-kevélyi-barlang alsó rétegei határozottan egykorúak az eddig ismertetett, Bükk hegységben lévő barlangok alsó rétegeivel, és Vértes László a kőeszközök hasonlósága miatt előszeretettel használta a dunántúli szeletai típus megnevezést. A kiadványhoz mellékelve lett egy fénykép, amelyen a Szelim-lyuk látható, és a fényképaláírás szerint a Dunántúl leghíresebb és legismertebb ősrégészeti lelőhelye.

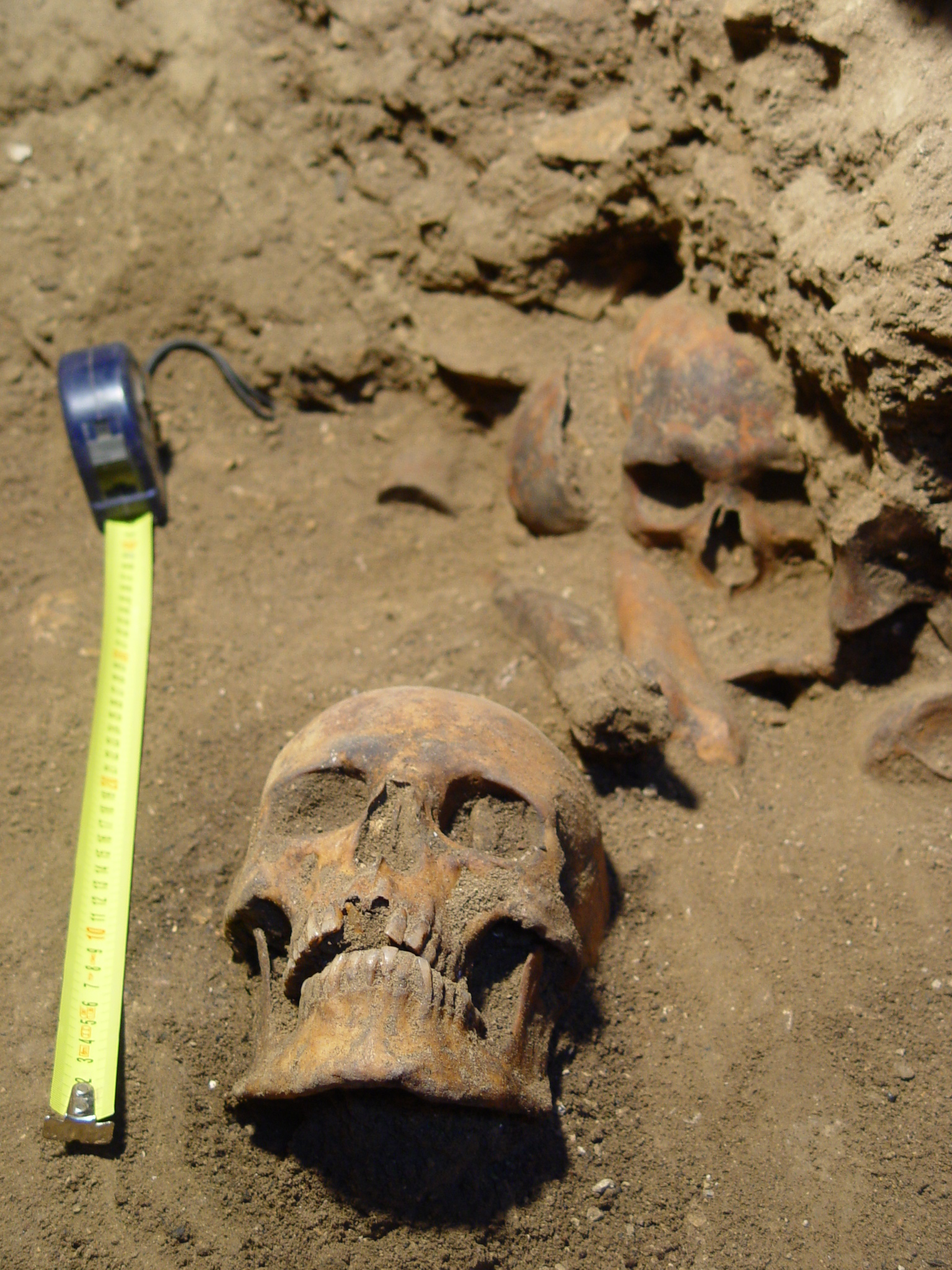
A barlangban talált koponyák

Az 1986. évi Karszt és Barlangban lévő és Fényes Eleknek a Magyarország geográfiai szótárát (Pest, 1851; reprint 1984) ismertető összeállításból megtudható, hogy a szótárban, Bánhida bemutatásánál (1. köt. 84. old.) szó van arról, hogy az erdővel koronázott sziklás hegy alatt nagy szőlő van. A szőlő feletti sziklákban, a szőlő alatt Tatáról Gallának, és Bicskén át Budára menő útról is látható a Szemiluki barlangnak négyszögletes kaput alkotó bejárata, amelyben még most is sok embercsont van. Szájhagyomány szerint a török háborúkban sok vidéki lakos (7 település) ebben a barlangban talált menedéket, de a törökök észrevették őket a barlang tetején lévő nyíláson át felszálló füst miatt és a barlangba fulladtak a menekülők. A vidéki öregek jelenleg is mutogatják a barlang lefelé menő szűk felső nyílásában a füst nyomait.
Az 1989. évi Karszt és Barlangban publikált, Ringer Árpád által írt tanulmány szerint az aurignaciennél idősebb moustérien és a fiatalabb magdalénien emlékei először a Dunántúli-középhegységből, amely eleinte a Bükk őskőkorszaki kultúráinál színesebbnek bizonyult, pl. a Szelim-barlangból lettek kimutatva. A publikációban van egy térkép, amelyen a régészeti leletek miatt ismert jelentősebb magyarországi barlangok földrajzi elhelyezkedése figyelhető meg. A térképen látszik a Szelim-lyuk földrajzi elhelyezkedése. A folyóirat 1989. évi különszámában napvilágot látott ennek a tanulmánynak az angol nyelvű változata. Ebben a tanulmányban is közölve lett a térkép, amelyen Szelim Cave a barlang neve.
Az 1989. évi Karszt és Barlangban lévő, Magyarország barlangjai című összeállításban szó van arról, hogy a Gerecse hegységben, Tatabányától É-ra, a Kő-hegy peremén fekszik a 40 m hosszú tág csarnokból álló Szelim-lyuk. A terület régészetileg egyik legjelentősebb barlangja. A publikációban lévő 1. ábrán (Magyarország térkép) be van mutatva a barlang földrajzi elhelyezkedése. A folyóirat 1989. évi különszámában napvilágot látott ennek az utóbbi tanulmánynak az angol nyelvű változata (The caves of Hungary). Ebben a tanulmányban Szelim-lyuk Cave (Szelim-lyuk) a barlang neve.
Az 1994. évi Limesben lévő, Visszapillantás a tatabányai barlangkutatás elmúlt 25 évére című tanulmányban az olvasható, hogy a Bánhidára és Újvárosra tekintő nagyhírű Szelim-lyuknak szerepe van abban, hogy Tatabányán barlangkutató élet kialakult. 1973-ban a Kő-hegyen geofizikai mérésekkel sikerült kimutatni a Szelim-lyuk végponti omladéka mögött továbbvezető járatokat. A barlangban elkezdődött a tervezett feltáróvágat előkészítése, de hamar leállt a munka anyagi fedezet hiánya miatt. 1992 őszén a Budapesti Természetvédelmi Igazgatóság és Tatabánya Polgármesteri Hivatala támogatásával a Szelim-lyuk É-i bejáratához vezető utat építette ki a Gerecse Barlangkutató Egyesület. A barlang már biztonságosan megközelíthető lett az itt kialakított lépcsősoron.
1993-ban Tatabánya Polgármesteri Hivatala támogatásával létrejött a barlang főbejárata és a Turul-lépcső közötti útvonal rendezése, kiépítése. Ezzel az egyesület olyan körutat teremtett, amelyen a látogatók a Turul-emlékmű – Turul-lépcső – hegyoldali út – Szelim-lyuk – fennsíki út – Turul-emlékmű útvonalon biztonságos és rendezett körülmények között ismerhették meg a terület nevezetességeit. 1994. május 14-én hosszú előkészítés után kezdődtek el Tatabánya Polgármesteri Hivatala és a Tatabányai (Bánhidai) Turul Emlékmű Alapítvány támogatásával a barlang feltárási munkái.

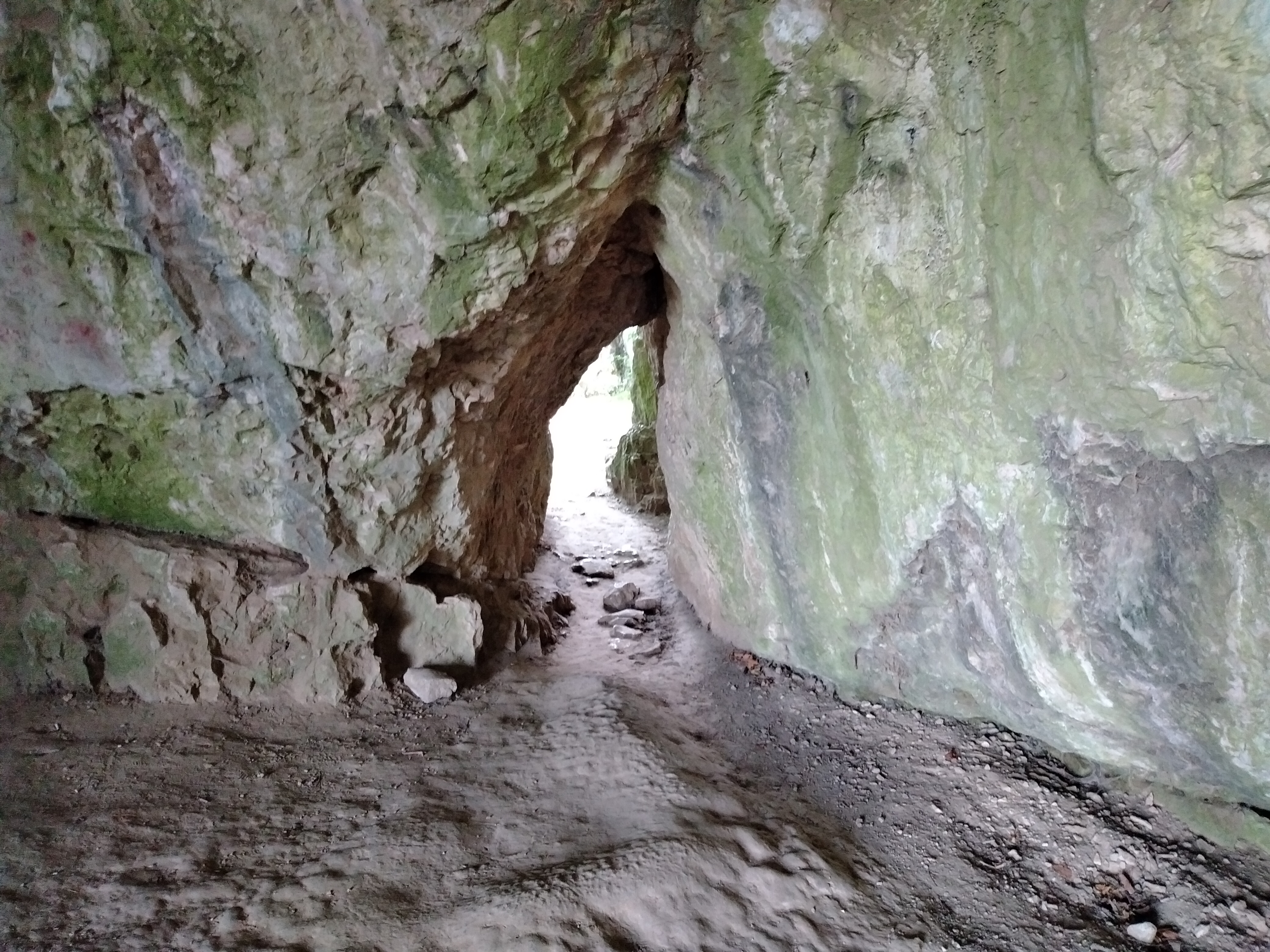
A barlang belsejének részlete 2020-ban

A barlang végponti omladéka feletti felszínről elindított feltáróakna mélyítésének célja a feltételezett, korábban kimutatott járatfolytatás feltárása és a régészeti kutatások lehetőségének biztosítása az omladék eltávolításával. Jelenleg is folyik ez a munka. A tanulmányban lévő, a tatabányai barlangkutató csoportok jelentősebb barlangfeltárásainak kronológiáját szemléltető ábrán nyomon követhető a barlang feltárástörténete. A publikációban látható a barlangnak egy olyan hosszmetszet térképe, amely az 1986-ban rajzolt térkép felhasználásával készült. A dolgozatban van egy 1994-ben készült fekete-fehér fénykép, amelyen a barlang feltárásának elindulása figyelhető meg.
Az 1994. évi Limesben publikált és Kordos László által írt tanulmány szerint a Gerecse barlangjainak ősgerinces kutatása hosszú ideig csak néhány barlangra, a Jankovich-barlangra, a Lengyel-barlangra és a Szelim-lyukra korlátozódott. 1974-ben Lendvay Ákos a barlang többször bolygatott, áthalmozott felszínéről fajra nem meghatározott madár, közönséges ürge, mezei hörcsög és fajra nem meghatározott tülkösszarvú maradványokat gyűjtött. Továbbra is kérdéses, hogy a klasszikus Szelim-lyuk lelőhely a felső pleisztocén melyik szakaszának faunáját tartalmazza. Az 1994. évi Limesben napvilágot látott és Takácsné Bolner Katalin által írt publikációban az olvasható, hogy 1956-os tanulmányában Láng Sándor nem zárta ki a hévizes kialakulásmódot a Szelim-lyuk esetében. Egyes kutatók termálkarsztos behatást feltételeznek a Lengyel-barlang közelében lévő Szelim-lyuknál.

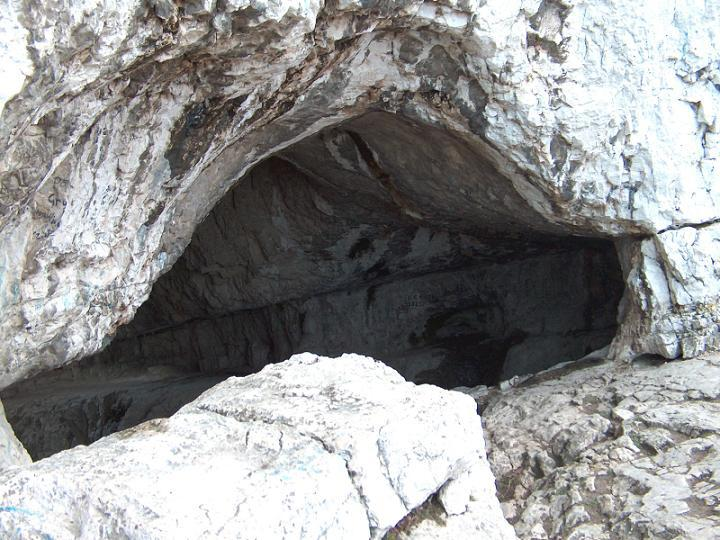
A Szelim-lyuk délnyugati bejárata

Az 1994. évi Limesben közölt és Székely Kinga által írt dolgozatban az van írva, hogy Bél Mátyás Komárom vármegye leírását tartalmazó kéziratában három barlang, a Szelim-lyuk, a Pisznice-barlang és a Peskő-barlang van névvel részletesen leírva. Fényes Elek munkáiban a Szelim-lyuk a Gerecse hegységben lévő egyetlen olyan barlang, amely részletesen le van írva. Sajnos Fényes Elek legismertebb, 1851-ben megjelent művében csak négy gerecsei barlang található. Ezek közül egyik a Bánhida ismertetésénél szereplő Szelim-lyuk. A 4630/8 barlangkataszteri számú Szelim-lyuk további nevei Bánhidai nagy barlang, Eperjes-barlang, Szemi-lyuka, Szemi-luki és Szelim-barlang. Bertalan Károly barlangleltárában a 71-es számú cédulán szerepel az üreg. A Barlangtani Intézetben a fokozottan védett barlangnak kataszteri törzslapja, a Barlangtani Intézet által készített térképe, fényképe, kutatási törzslapja és irodalmi törzslapja van.

### 1997-től
T. Dobosi Viola 1997-ben kiadott tanulmánya beszámol arról, hogy tájképileg vonzó, régészetileg fontos lelőhely a Szelim barlang. Kitöltéséből az ásatásokkor sok régészeti korszakból eredő leletanyag lett feltárva. A paleolitikum három fontos kultúrája: az északkelet-dunántúli kavics középsőpaleolit (lehet, hogy a közeli tatai Porhanyóbánya vagy Érd leleteivel összefüggésben), a középsőpaleolit levéleszközös Jankovichien, a Würm végén pedig az apró, finom pengeeszközökkel jellemezhető gravettien kultúra népessége telepedett be a barlangba. Az eredeti sztratigráfia pontos rekonstrukcióját ma már nem teszik lehetővé a lelőhely feltárásának módszerei és üteme, ezért új lelőhelyet kell találni, hogy hitelesíteni lehessen a két középső őskőkori kultúrát rétegtanilag és időrendileg.

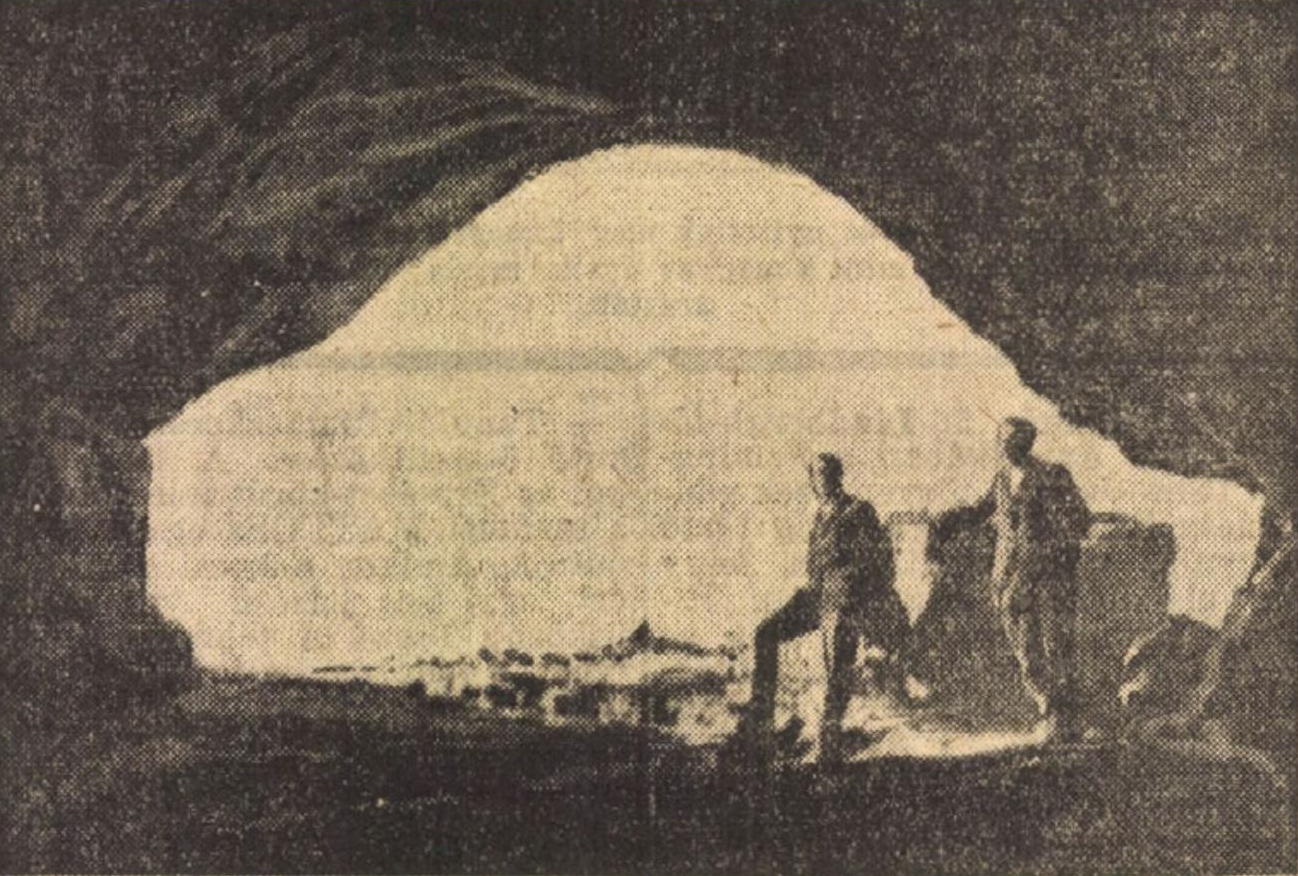
A Szelim-lyuk DNy-i bejárata 1934-ben

A tanulmányban van egy táblázat, amelyben az látható, hogy a barlang Tatabányán helyezkedik el. A barlangi lelőhelyről ásatással kerültek elő leletek (középsőpaleolit Jankovichien, középsőpaleolit kavics és felsőpaleolit). Az őskőkori lelőhely helye jelölve van Komárom-Esztergom megye térképén. A 3. ábrán a barlangból előkerült átfúrt farkasfog figyelhető meg. Ltsz: 50/935, Pb 51/143, Pb 51/161-166, Pb 55/5, Pb 58/825, Pb 77/46, Pb 82/320, Pb 90/181 és Pb 92/517. 2001. május 17-től a környezetvédelmi miniszter 13/2001. (V. 9.) KöM rendeletének értelmében a Gerecse hegység területén lévő Szelim-lyuk fokozottan védett barlang. Egyidejűleg a fokozottan védett barlangok körének megállapításáról szóló 1/1982. (III. 15.) OKTH rendelkezés hatályát veszti.
A 2003-ban kiadott Magyarország fokozottan védett barlangjai című könyv szerint a 4630/8 barlangkataszteri számú Szelim-lyuk további nevei Bánhidai Szelim-barlang, Bánhidai-zsomboly, Eperjes-barlang, Szemi-lyuk és Szent Vit barlangja. A Gerecse-vidéken, a Nyugati-Gerecsében, a Komárom-Esztergom megyében lévő Tatabányán helyezkedik el. Tatabánya közelében, a Kő-hegy meredek Ny-i oldalának sziklafalában nyílik a Szelim-lyuk. 289 m tengerszint feletti magasságban nyílik a 45 m hosszú, 18 m függőleges kiterjedésű, 14 m magas, 4 m mély és 40 m vízszintes kiterjedésű barlang. A terület egyik legismertebb, őslénytani és régészeti jelentősége, illetve tájképi értéke miatt 1982-től fokozottan védett barlangja. A barlangtól csak 300 m-re található Turul-emlékmű és a környező szép, rendbetett parkerdő a kirándulókat vonzzák. Rendkívül sokan megtekintik az aránylag könnyen megközelíthető barlangot is.

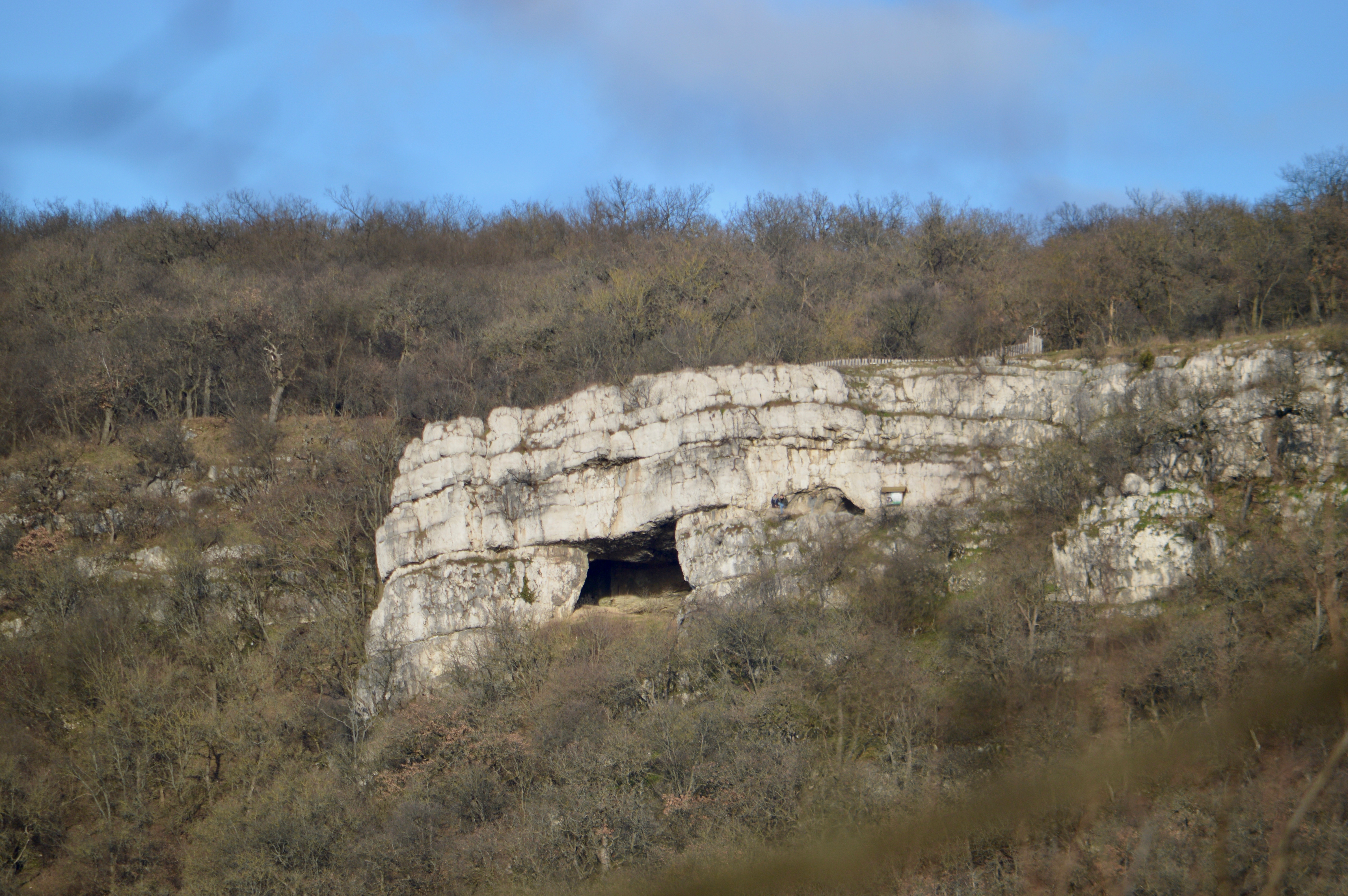
A Szelim-lyuk nyugati bejárata

Négy bejárata és két mennyezeti felszakadása van. Az északi bejárat egy 1 m széles és 2 m magas hasadék. A nyugati bejárat egy nagy, 10 m széles és 7,5 m magas sziklakapu, amely a város beépített része felől nézve már messziről látható. A déli bejárat egy szűk, 70 cm átmérőjű lyuk. A délnyugati bejárat, amely egy keskeny sziklapárkányról nyílik, 6 m széles, 3 m magas és boltíves. A barlang egy 45 m hosszú, eleinte 25–27 m széles, beljebb 10–12 m széles, néhány helyen 12–14 m magas, Ny–K irányban elnyúló teremből áll, amelybe a bejáratok vezetnek. Ennek a csarnoknak a középső részén lévő és hegytetőre nyíló felszakadás 7–8 m átmérőjű. Ennek közelében a mennyezeten egy kisebb felboltozódás is van. Az üreget magába foglaló felső triász dachsteini mészkő gyakran 2 m-es vastagságot is elérő padjai az oldalfalakon jól megfigyelhetők.
A mennyezet egykori beszakadásából és az azt követő bemosódásból származó, kőtörmelékből, löszös agyagból és nagy sziklatömbökből álló omladék képezi a barlang végpontját. A Gerecse Barlangkutató és Természetvédő Egyesület 1994-ben bontotta meg ezt az omladékot. A végpont mögött minden bizonnyal vannak még barlangjáratok. Ezeknek a járatoknak a meglétét alátámasztották geofizikai mérések is. A napjainkban is folyó kutatás célja ezeknek a járatoknak a felfedezése. Az omladék jelentős része már el lett távolítva a feltáró munka során és egyben egy új felszakadást is nyitott az egyesület a felszínre. A Turul-emlékműhöz aszfaltút épült, a parkolótól murvázott ösvény és rövid lépcsősor vezet a barlang É-i bejáratához. Útközben megtekinthető a barlang felszakadásának bekerített nyílása. A nyílás mellől, a fennsík sziklapereméről nemcsak a mélyben fekvő város, hanem majdnem a teljes Tatai-medence is áttekinthető. Tatabányáról gyalog a Turul-emlékműhöz vezető és hosszan emelkedő lépcsősoron, majd az erről leágazó turistaösvényen érhető el a DNy-i bejárat.

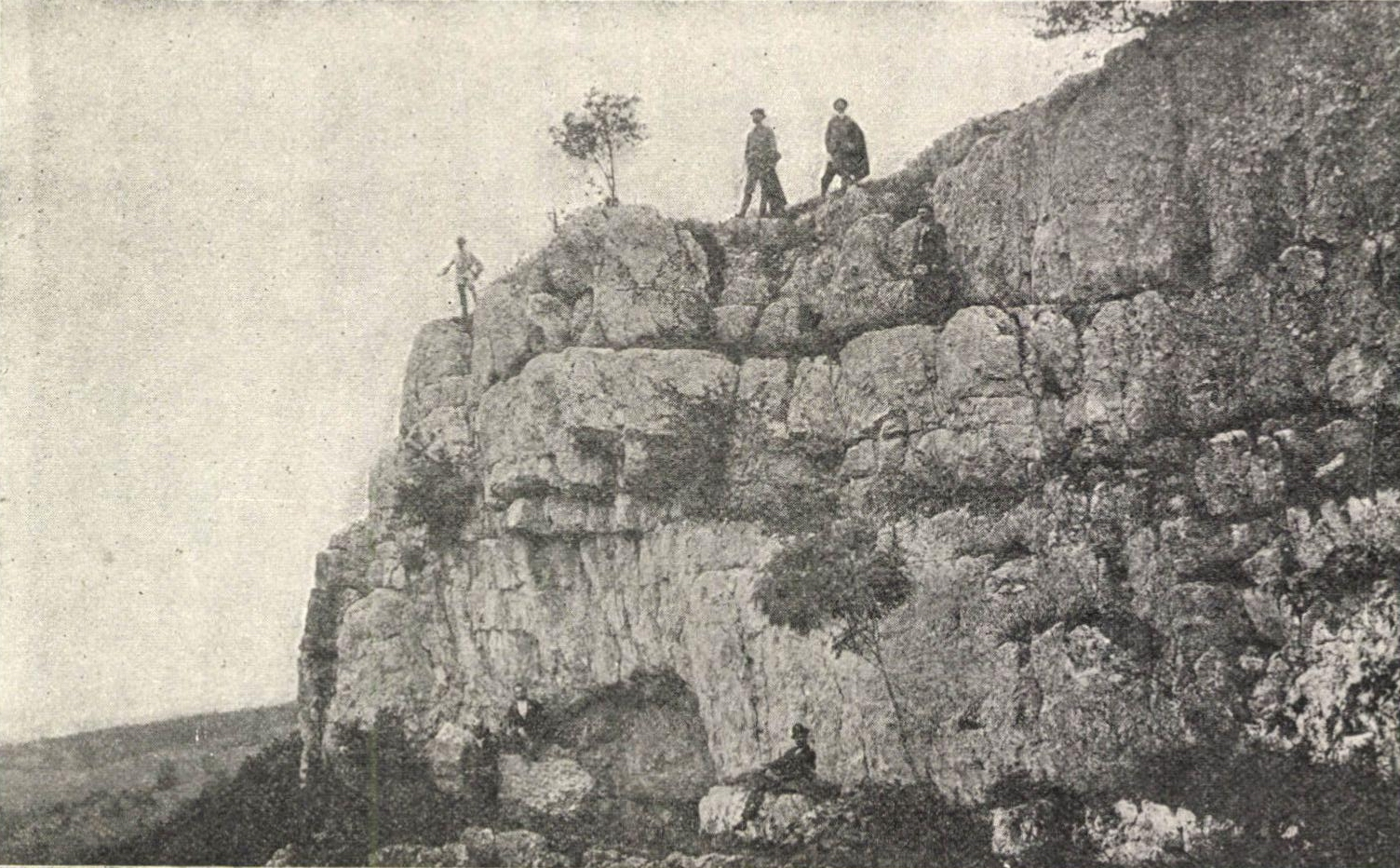
A Szelim-lyuk felett lévő sziklafal (Téry Ödön által készített és Déry József által 1901-ben publikált fénykép)

A barlangot említő első ismert dokumentum Bél Mátyásnak a Komárom vármegyét ismertető latin nyelvű kézirata, amelyet valószínűleg 1723 és 1742 között írt. Fényes Elek munkái mellett az 1800-as évek közepétől már több szerző, pl. Angyalffy András, Déry József, Ipolyi Arnold és Thirring Gusztáv is bemutatta a barlangot. Főleg természeti látványosságnak és turisztikai célpontnak írták le, vagy a barlanggal összefüggő gazdag monda- és legendakör egyik-másik változatát tették közzé. Meglepő, hogy elkerülte a Szelim-lyukat az 1900-as évek elejének nagy ásatási hulláma, pedig jellege és elhelyezkedése miatt ideális ősember lakóhely. Csak 1932-ben bizonyosodott be régészeti jelentősége, amikor kutatóárkot ásott Kessler Hubert a csarnok kitöltésébe és abban rábukkant a fiatalabb kerámia- és csontmaradványokon kívül több őskőkori kőeszközre is. Kessler Hubert sikere felkeltette a régészek figyelmét, ezért 1934-ben a Természettudományos Tanács kezdeményezésére Gaál Istvánnak, a Magyar Nemzeti Múzeum nyugalmazott régészének irányításával elkezdődött a lelőhelyen a 4 éven át folyó ásatás. Ekkor teljesen el lett távolítva a csarnok 12,5 m vastagságot is elérő üledékkitöltése, amelyben változatos fauna és minimum háromféle őskőkori kultúra volt. Gaál István 5 fő szintet (A, B, C, D és E rétegek) ismert fel a feltárt üledéksorban.
A legalsó (legidősebb) és a barlang belső részén lévő, további 5 szintre osztott E jelű barlangi agyagrétegekből mamut, ősbölény, óriásszarvas, barlangi medve, barlangi hiéna és más nagyemlősök csontmaradványain kívül sok kvarcittöredék és megmunkált kavics, illetve kovaeszközök láttak napvilágot. Ezek a 70–80 ezer évvel ezelőtt, a jégkorszak riss és würm eljegesedése közötti aránylag meleg szakaszában itt élt neandervölgyi ősember különböző csoportjainak, az érdi típusú barlangi medvevadász moustérien kultúra és a tatai típusú mamutvadász moustérien kultúra képviselőinek jelenlétét jelzik. Gaál István régészetileg meddőnek írta le az átlag 2 m vastag, laza szürke homokból álló, csontmaradványt is csak nagyon ritkán tartalmazó D jelű réteget, illetve a néhány helyen 4 m vastagságot is meghaladó, barlangi hiéna és barlangi medve csontjainak sokaságát tartalmazó (emiatt hiénás rétegnek nevezett) barna agyagos C jelű réteget. Ennek ellentmond az, hogy szelvényrajzán ábrázolt egy nagy kiterjedésű tüzelőgödröt, amely a két réteg határán helyezkedik el. Ez is jelzi a barlangi ásatási gyakorlat hiányát, amely miatt a Szelim-lyukat az egyik legrosszabbul feltárt magyarországi paleolit lelőhelynek kell tekinteni.

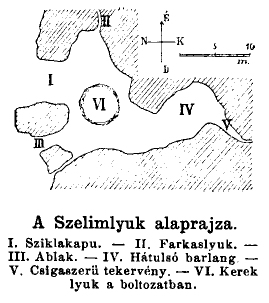
A Szelim-lyuk 1901-ben publikált alaprajz térképe

A sárga löszből álló, átlagosan 1,5 m vastag, két szintre osztott B jelű réteg alsó tagozatából került elő a barlang egyetlen olyan kőeszköze, amely egyértelműen a középső paleolit jankovichien kultúrába tartozik. Ez egy háromszög alakú, tűzkőből készült levélkaparó, amelyhez hasonlókat az aránylag közeli Jankovich-barlang leletei között lehetett megfigyelni. A B réteg felső tagozata teljesen eltér az előzőtől, annál több 10 ezer évvel fiatalabb ősemberi kultúra emlékeit tartalmazza. A felső paleolit pilisszántói kultúrához tartozik a néhány kisméretű kőpenge és egy átfúrt farkasfogamulett. A kitöltés A jelű, legfelső rétege a 0,5–1,3 m vastag, holocén barna humusz. Ebben az újkőkortól a középkorig terjedő időből származó csont- és kőeszközök, kerámiatöredékek és feltűnően sok emberi csontmaradvány volt.
Sok történet fűződik a barlanghoz. A legismertebb szerint a törökdúláskor hét közeli falu (Környe, Bánhida, Galla, Szőllős, Baj, Tardos és Agostyán) népe elrejtőzött a barlangban a környéken portyázó, a magyarokat legyilkoló, foglyul ejtő ellenség elől. Miután elfogyott ivóvizük egy gyermekéért aggódó szoptatós anya lelopakodott a hegy alatt folyó patakhoz. Meglátták a törökök és követték titokban a barlang bejáratáig. Nem tudtak bejutni az eltorlaszolt bejáraton át, emiatt a barlang tetejét felülről áttörték és kénkővel kevert szalmafüsttel az összes bent lévőt kegyetlenül megfojtották. Kétségtelenül a barlangban egykor tömegesen található embercsontokra vezethető vissza a történet eredete. Gaál István szerint ezek kora az 1936. évi ásatáson a csontok mellett talált tárgyi leletek (főleg egy pénzérme) alapján nem a törökdúlás, hanem a tatárjárás idejére tehető. A veszélyes munkaterületként lekerített végponti része kivételével engedély nélkül megtekinthető a barlang. Nem kell felszerelés bejárásához. A kiadványban publikálva lett a barlang hossz-szelvény térképének színes változata és egy Borzsák Péter által készített színes fénykép, amelyen a Szelim-lyuk felszakadt mennyezete figyelhető meg. A barlangról szóló könyvfejezet 14 irodalmi mű alapján lett írva.
A 2004-ben megjelent Tatabánya történelmi olvasókönyve című könyv szerint a környék egyik nevezetessége és a kiadványban két fejezet szól a barlangról. 2005. szeptember 1-től a környezetvédelmi és vízügyi miniszter 23/2005. (VIII. 31.) KvVM rendelete szerint a Gerecse hegységben lévő Szelim-lyuk fokozottan védett barlang.

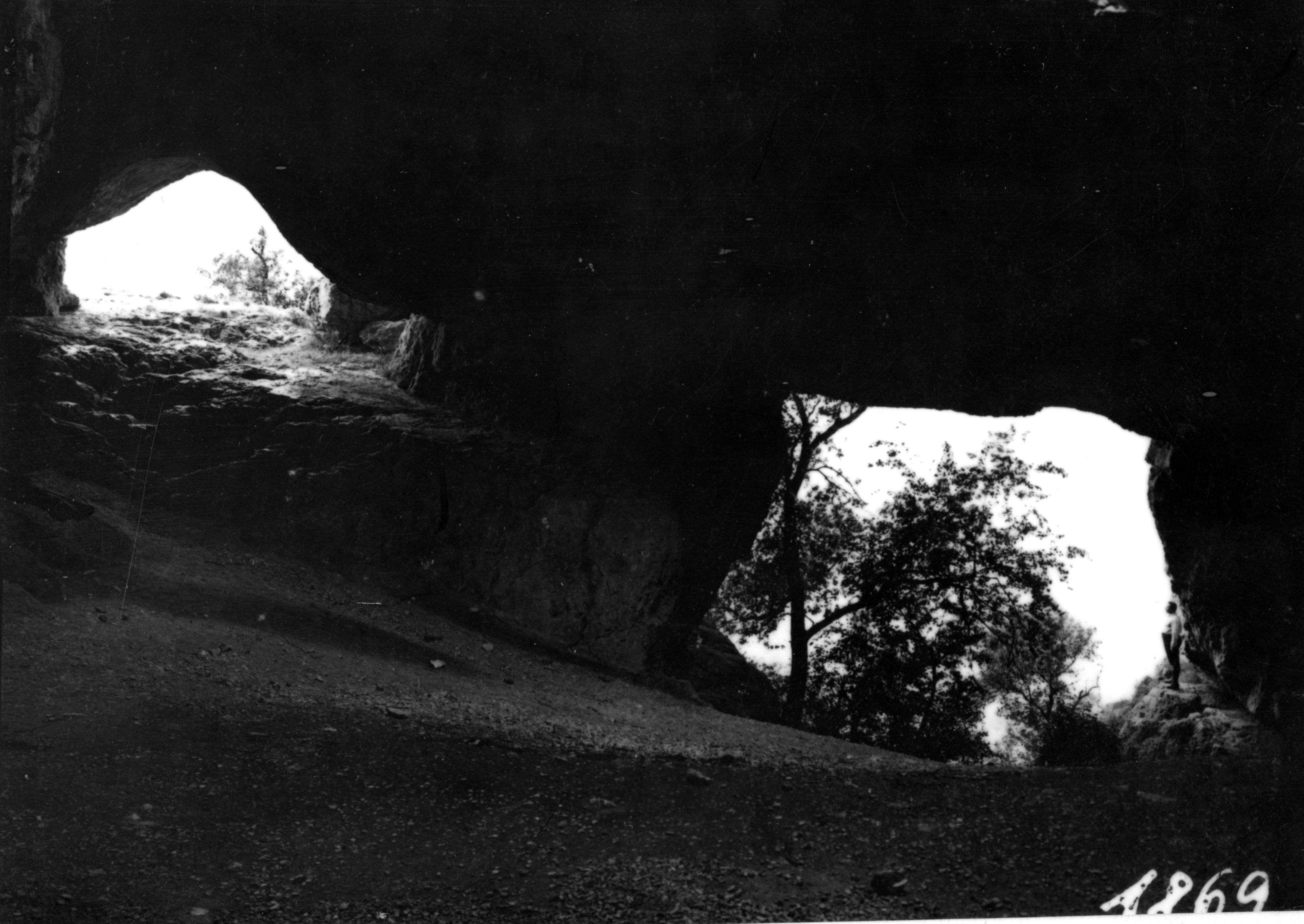
Szelim-lyuk (Bekey Imre Gábor fényképe)

A 2005-ben napvilágot látott Magyar hegyisport és turista enciklopédia című kiadványban önálló szócikke van a barlangnak. A szócikk szerint a Szelim-barlang a Gerecse hegységben található és fokozottan védett természeti érték. A Tatabánya felett emelkedő Kő-hegy peremén, 289 m tengerszint feletti magasságban van a bejárata. A jelentős régészeti lelőhelyhez sok monda kapcsolódik. Triász dachsteini mészkőben keletkezett. Két helyen lyukad a felszínre egyetlen, 45 m hosszú és 18 m magas termének mennyezete. A városra néz a terem két hatalmas ablaka. Kitöltéséből több őskori kultúra eszközleletei mellett a tatárjárás idejéből származó emberi csontok kerültek elő. Ebből a barlangból származik Magyarország legrégebbi, kb. 200 ezer éves olyan lelete, amely az ember jelenlétére utal a legújabb kutatások eredménye szerint. Gaál István szócikkében meg van említve, hogy Gaál István jelentős eredményeket ért el akkor, amikor feltárta a Szelim-barlangot. Madaras Jenő szócikkében meg van említve, hogy Madaras Jenő előadást tartott 1943. október 3-án a Budapesti Egyetemi Turista Egyesület Szelim-lyuknál rendezett őszi vándorgyűlésén.
Juhász Márton 2007. évi publikációjában az van írva, hogy a Tatabányán (Komárom-Esztergom megye) lévő Szelim-lyuk egyéb elnevezései Bánhidai nagy barlang, Eperjes-barlang, Szelim-barlang és Szemi-luki. Közhiteles barlangnyilvántartási száma 4630-8, UTM-kódja CT07D1. A szabadon megtekinthető barlang Tatabányához közel, nagyon kedvelt kirándulóhelyen található. A barlangban a Gerecse Barlangkutató és Természetvédő Egyesület 1986 és 2006 között 20 téli, 7 tavaszi, 18 nyári és 16 őszi (összesen 61) denevér-megfigyelést végzett, amelyek közül csak egy tavaszi és egy nyári volt pozitív.
| Dátum               | Rhin. hip. | Ept. ser. | Indet sp. |
| ------------------- | ---------- | --------- | --------- |
| 1986. augusztus 3.  | –          | –         | 1         |
| 1991. szeptember 6. | 1 (tetem)  | –         | –         |
| 2006. április 14.   | –          | 1         | 1         |

A barlang mondájához kapcsolódóan 2010-ben és 2011-ben megrendezték a Szelim-napi Regélő történelmi játszóteret. Mészáros Lukács 2011-ben publikált tanulmányában az olvasható, hogy Mészáros Lukácsék átvizsgálták a pilisszántói szintbe sorolt Szelim-lyuknak és további 13 barlangnak a Magyar Természettudományi Múzeum Föld- és Őslénytárában, illetve az Országos Földtani Múzeumban (Magyar Állami Földtani Intézet) őrzött csontanyagát. Meg akarták tudni, hogy az erdei cickányként (Sorex araneus) meghatározott maradványok nem-e havasi cickány (Sorex alpinus) maradványok, de a Szelim-lyuk anyagában nem voltak Sorex csontok. 2013. augusztus 12-től a belügyminiszter 43/2013. (VIII. 9.) BM rendelete szerint a Komárom-Esztergom megyei, tatabányai, 4630-8 barlangkataszteri számú és 21310 lelőhely-azonosítójú Szelim-lyuk régészeti szempontból jelentős barlangnak minősül. 2015. november 3-tól a földművelésügyi miniszter 66/2015. (X. 26.) FM rendelete szerint a Szelim-lyuk (Gerecse hegység) fokozottan védett barlang.

## További irodalom
| További irodalom |
| --- |
| - Bél Mátyás: Komárom vármegye leírása (Descriptio Comitatus Comaromiensis). (Az újkori Magyarország földrajzi-történelmi ismertetése.) Tatabánya, 1989. 3–4. old. - Cramer, Helmuth – Kolb, H[einrich] – Vigh [Gyula] J.: Weitere Beiträge zur Geologie ungarischer Karstgebiete. Beobachtungen im Gerecse-Gebirge. Mitteilungen über Höhlen- und Karstforschung, 1931. Berlin. 1–9., 33–40. old. - Csury Jenő: Bánhida. Kárpáti Hangok, 1938. (3. évf.) 46–50. old. - Dornyay Béla: A bánhidai Szelimlyukról. Ifjúság és Élet, 1934. (10. évf.) 6. sz. 89–93. old. - Fényes Elek: A Magyar Birodalom statisticai, geographiai és történeti tekintetben. I. Komárom vármegye. Pest, 1848. 13. old. - Gaál István: Szelim-lyuk vagy Szelim-barlang? Turistaság és Alpinizmus, 1935. (25. évf.) 106–107. old. - Gaál István: Mi a régi? Búvár, 1939. (5. évf.) 177–181. old. - Gaál István: Das Klima des ungarischen Moustérien im Spiegel seiner Fauna. Közép-Európa moustiéri éghajlata állatvilága tükrében. Annales Historico-Naturales Musei Nationalis Hungarici, 1941. (34. köt.) 31–55. old. - Gaál István: A zsombolyok keletkezésének legújabb magyarázata. Búvár, 1941. (7. évf.) 72–73. old. - Gáboriné Csánk Vera: A Remete Felső-barlang és a „dunántúli szeletien”. Budapest Régiségei, 1984. 26. sz. 5–32. old. - Gyémánt Gyula: A Déli-Gerecse karsztos jelenségei és ezek összefüggései a bányászattal. Tatabányai Szénbányák Műszaki-Közgazdasági Közleményei, 1971. (10. évf.) 160–163. old. - Gyüszi László: Obrázková kniha Bánhidy Tatabánya-Bánhida. 2009. ISBN 978-963-06-8462-0 - Gyurkovics György: Adatok Komárom megye történetéhez. Kézirat. (A kézirat megtalálható az Országos Széchényi Könyvtárban.) - Hillebrand Jenő: Der Stand der Erforschung der älteren Steinzeit in Ungarn. Bericht der Römisch-Germanischen Kommission, 1934/1935. (24/25.) 16–26., 115–116. old. Berlin, 1935. (2 ábrával és 6 táblával.) - Ipolyi Arnold: Magyar Mythologia. Pest, 1854. - Jánossy Dénes: A magyarországi pleisztocén tagolása gerinces faunák alapján. Akadémiai Kiadó, Budapest, 1979. - Mottl Mária: Faunen, Flora und Kultur des ungarischen Solutréen. Quartär, 1938. (1. köt.) Berlin. 36–54. old. - Mottl Mária: Zum gegenwärtigen Stand der Quartärforschung in Ungarn. Quartär, 1939. (2. köt.) Berlin. 133–135. old. - Mottl Mária: Az interglaciálisok és interstadiálisok a magyarországi emlősfauna tükrében. (Hozzászólásokkal.) Beszámoló a Magyar Királyi Földtani Intézet vitaüléseinek munkálatairól, 1941. (3. évf.) 1. füz. 3–42. old. - Polgárdy Géza: Magyar turista irodalom. Budapest, 1942. - Tamaskó Béla: A BETE 1943. évi működése. A Budapesti Egyetemi Turista Egyesület beszámolója az 1943. évi működéséről. Budapest, 1944. 3–34. old. - Tasnádi Kubacska András: Schlussmitteilung (X.) über pathologische Untersuschungen an ungarländischen Versteinerungen. Annales Historico-Naturales Musei Nationalis Hungarici, 1936. (30. köt.) 118–150. old. - T. Dobosi Viola: Ősemberek az Által-ér völgyében. Tata, Komárom-Esztergom Megyei Önkormányzat Múzeumainak Igazgatósága, 1999. 36–47. old. ISBN 963-7110-31-3 - Thury Lajos: A neandervölgyi ember százötvenezer éves kőszerszámait, az ősember életének nagyjelentőségű emlékeit ásták ki a Szelim-barlangban. Magyarság, 1934. július 20. - –: A barlanglakó ősember nyomait fedezték fel... Budai Hírlap, 1933. április 29. - –: Értékes leletek tömege a bánhidai Szelim-barlangban. Magyarság, 1934. október 13. - –: Feltárulnak földünk titkai. Minden várakozást felülmúló eredmények a bánhidai Szelim-barlang kutatásánál. Magyarország, 1934. június 28. és október 20. - –: Höhlenerschliessungen bei Bánhida. Neue Freie Presse, 1934. július 25. (Budapest.) - –: Az ősember nyomai a Szelim-barlangban. Magyarság, 1934. június 28. = Pesti Hírlap, 1934. június 28. és október 21. - –: Őskori barlangváros emlékeit tárták fel a Gerecse-hegyvidéken. Magyarság, 1934. július 11. - –: Özönvízelőtti állatok csontjai Bánhida mellett. Nemzeti Újság, 1934. július 11. (16. évf. 154. sz.) 8. old. - –: Valóságos barlangváros volt az ősidőkben a Gerecse-hegyvidék déli széle. A Szelim-barlangban folyó kutatások nagyjelentőségű tudományos eredményei. Magyar Hírlap, 1934. július 11. - –: A barlangkutatók nagyszerű munkája. Magyar Turista Élet, 1935. június 15. (3. évf. 11. sz.) 3. old. - –: Ungarische Höhlenforschung. Ungarn, 1942. (3. évf.) 508–509. old. Budapest–Leipzig. - –: A Budapesti Egyetemi Turista Egyesület vándorgyűlése. Turista Értesítő, 1943. (8. [18.] évf.) 141–142. old. - –: Honnan kapta nevét a Kő-hegy barlangja? Komárom-Esztergom Megyei 24 Óra, 21. évf. 77. sz. (2010. április 2.) |